# 1914
| [ Edytuj tabelę ]                                                | |
| Król Polski (tytularny)                                          | - 1894 Mikołaj II Romanow 1917 |
| Król Afganistanu                                                 | - 1901 Habibullah Chan 1919 |
| Książę Albanii                                                   | - 1912 Ismail Qemali 1914 - 1914 Wilhelm zu Wied 1914 - 1914 Wilhelm zu Wied 1915                                                         |
| Premier Albanii                                                  | - 1912 Ismail Qemali 1914 - 1914 Międzynarodowa Komisja Kontroli 1914 - 1914 Turhan Pasza Përmeti 1914 - 1914 Esad Pasza Toptani 1916     |
| Współksiążęta Andory                                             | - 1907 Joan Baptista Benlloch i Vivó 1919 - 1913 Raymond Poincaré 1920                                                                    |
| Prezydent Argentyny                                              | - 1910 Roque Sáenz Peña 1914 - 1914 Victorino de la Plaza 1916                                                                            |
| Premier Australii                                                | - 1913 Joseph Cook 1914 - 1914 Andrew Fisher 1915                                                                                         |
| Cesarz Austrii                                                   | - 1848 Franciszek Józef I 1916 |
| Król Bawarii                                                     | - 1913 Ludwik III 1918 |
| Król Belgów                                                      | - 1909 Albert I 1934 |
| Premier Belgii                                                   | - 1911 Charles de Broqueville 1918 |
| Król Bhutanu                                                     | - 1907 Ugyen Wangchuck 1926 |
| Prezydent Boliwii                                                | - 1913 Ismael Montes 1917 |
| Prezydent Brazylii                                               | - 1910 Hermes Rodrigues da Fonseca 1914 - 1914 Venceslau Brás 1918                                                                        |
| Sułtan Brunei                                                    | - 1906 Muhammad Jamalul Alam II 1924 |
| Car Bułgarii                                                     | - 1887 Ferdynand I Koburg 1918 |
| Premier Bułgarii                                                 | - 1913 Wasił Radosławow 1918 |
| Prezydent Chile                                                  | - 1910 Ramon Barros 1915 |
| Prezydent Chin                                                   | - 1912 Yuan Shikai 1916 |
| Król Czarnogóry                                                  | - 1910 Mikołaj I Petrowić-Niegosz 1918 |
| Premier Czarnogóry                                               | - 1913 Janko Vukotić 1914 - 1914 Risto Popović (p.o.) 1915                                                                                |
| Król Czech                                                       | - 1848 Franciszek Józef I 1916 |
| Król Danii                                                       | - 1912 Chrystian X 1947 |
| Premier Danii                                                    | - 1913 Carl Theodor Zahle 1920 |
| Dalajlama                                                        | - 1878 Thubten Gjaco 1933 |
| Prezydent Dominikany                                             | - 1913 José Bordas Valdez (tymcz.) 1914 - 1914 Ramón Báez (tymcz.) 1914 - 1914 Juan Isidro Jimenes Pereyra 1916                           |
| Władca Egiptu                                                    | - 1892 Abbas II Hilmi 1914 - 1914 Husajn Kamil 1917                                                                                       |
| Premier Egiptu                                                   | - 1910 Muhammad Said Pasza 1914 - 1914 Husajn Ruszdi Pasza 1919                                                                           |
| Prezydent Ekwadoru                                               | - 1912 Leónidas Plaza 1916 |
| Cesarz Etiopii                                                   | - 1913 Lydż Ijasu 1916 |
| Premier Etiopii                                                  | - 1909 Habte Gijorgis 1927 |
| Prezydent Francji                                                | - 1913 Raymond Poincaré 1920 |
| Premier Francji                                                  | - 1913 Gaston Doumergue 1914 - 1914 Alexandre Ribot 1914 - 1914 René Viviani 1915                                                         |
| Król Grecji                                                      | - 1913 Konstantyn I 1917 |
| Prezydent Gwatemali                                              | - 1898 Manuel Estrada Cabrera 1920 |
| Prezydent Haiti                                                  | - 1913 Michel Oreste 1914 - 1914 Oreste Zamor 1914 - 1914 Joseph Davilmar Théodore 1915                                                   |
| Król Hiszpanii                                                   | - 1886 Alfons XIII 1931 |
| Premier Hiszpanii                                                | - 1913 Eduardo Dato 1915 |
| Król Holandii                                                    | - 1890 Wilhelmina 1948 |
| Premier Holandii                                                 | - 1913 Pieter Cort van der Linden 1918 |
| Prezydent Hondurasu                                              | - 1913 Francisco Bertrand 1919 |
| Szach Iranu                                                      | - 1909 Ahmad Szah 1925 |
| Premier Iranu                                                    | - 1913 Mohammad-Ali Ala al-Saltaneh 1914 - 1914 Mostoufi ol-Mamalek 1915                                                                  |
| Władca Indii                                                     | - 1910 Jerzy V 1936 |
| Król Irlandii                                                    | - 1910 Jerzy V 1936 |
| Cesarz Japonii                                                   | - 1912 Yoshihito 1926 |
| Premier Japonii                                                  | - 1913 Gonnohyōe Yamamoto 1914 - 1914 Shigenobu Ōkuma 1916                                                                                |
| Kalif                                                            | - 1909 Mehmed V 1918 |
| Premier Kanady                                                   | - 1911 Robert Borden 1920 |
| Emir Kataru                                                      | - 1913 Abd Allah ibn Kasim Al Sani 1949                                                                                                   |
| Prezydent Kolumbii                                               | - 1910 Carlos Eugenio Restrepo 1914 - 1914 José Vicente Concha 1918                                                                       |
| Patriarcha Konstantynopola                                       | - 1913 German V 1918 |
| Gubernator Korei (okupacja japońska)                             | - 1910 Masatake Terauchi 1916 |
| Prezydent Kostaryki                                              | - 1910 Ricardo Jiménez Oreamuno 1914 - 1914 Alfredo González 1917                                                                         |
| Prezydent Kuby                                                   | - 1913 Mario García Menocal 1921 |
| Prezydent Liberii                                                | - 1912 Daniel Edward Howard 1920 |
| Książę Liechtensteinu                                            | - 1858 Jan II Dobry 1929 |
| Wielki książę Luksemburga                                        | - 1912 Maria Adelajda 1919 |
| Premier Luksemburga                                              | - 1888 Paul Eyschen 1915 |
| Sułtan Maroka                                                    | - 1913 Jusuf ibn Hassan 1927 |
| Prezydent Meksyku                                                | - 1913 Victoriano Huerta 1914 - 1914 Francisco Carvajal 1914 - 1914 Venustiano Carranza 1920                                              |
| Książę Monako                                                    | - 1889 Albert I 1922 |
| Minister stanu Monako                                            | - 1911 Émile Flach 1917 |
| Chan Mongolii                                                    | - 1911 Bogda Chan 1924 |
| Premier Mongolii                                                 | - 1912 Tögs-Ocziryn Namnansüren 1919 |
| Król Nepalu                                                      | - 1911 Tribhuvan 1950 |
| Premier Nepalu                                                   | - 1901 Chandra Shumsher Jang Bahadur Rana 1929                                                                                            |
| Cesarz Niemiec                                                   | - 1888 Wilhelm II Hohenzollern 1918 |
| Kanclerz Niemiec                                                 | - 1909 Theobald von Bethmann Hollweg 1917                                                                                                 |
| Prezydent Nikaragui                                              | - 1911 Adolfo Díaz 1917 |
| Król Norwegii                                                    | - 1905 Haakon VII 1957 |
| Premier Norwegii                                                 | - 1913 Gunnar Knudsen 1920 |
| Premier Nowej Zelandii                                           | - 1912 William Massey 1925 |
| Sułtan Omanu                                                     | - 1913 Tajmur ibn Fajsal 1932 |
| Prezydent Panamy                                                 | - 1912 Belisario Porras Barahona 1916 |
| Papież                                                           | - 1903 Pius X 1914 - 1914 Benedykt XV 1922                                                                                                |
| Prezydent Paragwaju                                              | - 1912 Eduardo Schaerer 1916 |
| Prezydent Peru                                                   | - 1912 Guillermo Bilingurst 1914 - 1914 Oscar R. Benavides 1915                                                                           |
| Premier Południowej Afryki                                       | - 1910 Louis Botha 1919 |
| Prezydent Portugalii                                             | - 1911 Manuel José de Arriaga 1915 |
| Premier Portugalii                                               | - 1913 Afonso Costa 1914 - 1914 Bernardino Machado 1914 - 1914 Vitor Hugo de Azevedo Coutinho 1915                                        |
| Król Prus                                                        | - 1888 Wilhelm II 1918 |
| Car Rosji                                                        | - 1894 Mikołaj II 1917 |
| Premier Rosji                                                    | - 1911 Władimir Kokowcow 1914 - 1914 Iwan Goriemykin 1916                                                                                 |
| Król Rumunii                                                     | - 1881 Karol I 1914 - 1914 Ferdynand 1927                                                                                                 |
| Premier Rumunii                                                  | - 1914 Ion I.C. Brătianu 1918 |
| Król Saksonii                                                    | - 1904 Fryderyk August III Wettyn 1918 |
| Prezydent Salwadoru                                              | - 1913 Carlos Meléndez 1919 |
| Kapitanowie regenci San Marino                                   | - 1913 Cirro Belluzzi Domenico Suzzi Valli 1914 - 1914 Domenico Fattori Ferruccio Martelli 1914 - 1914 Olinto Amati Cesare Stacchini 1915 |
| Sekretarz Stanu do spraw Politycznych i Zagranicznych San Marino | - 1908 Menetto Bonelli 1918 |
| Król Serbii                                                      | - 1903 Piotr Karadziordziewić 1918 |
| Prezydent Szwajcarii                                             | - 1914 Arthur Hoffmann 1914 |
| Król Szwecji                                                     | - 1907 Gustaw V 1950 |
| Premier Szwecji                                                  | - 1911 Karl Staaff 1914 - 1914 Hjalmar Hammarskjöld 1917                                                                                  |
| Król Tajlandii                                                   | - 1910 Vajiravudh 1925 |
| Król Tonga                                                       | - 1893 Jerzy Tupou II 1918 |
| Premier Tonga                                                    | - 1912 Tevita Tuʻivakano 1923 |
| Sułtan Turków                                                    | - 1909 Mehmed V 1918 |
| Prezydent USA                                                    | - 1913 Woodrow Wilson 1921 |
| Prezydent Wenezueli                                              | - 1913 José Gil Fortoul 1914 - 1914 Victorino Márquez Bustillos 1922                                                                      |
| Król Węgier                                                      | - 1848 Franciszek Józef I 1916 |
| Premier Węgier                                                   | - 1913 István Tisza 1917 |
| Monarcha Wielkiej Brytanii                                       | - 1910 Jerzy V 1936 |
| Premier Wielkiej Brytanii                                        | - 1908 Herbert Henry Asquith 1916 |
| Król Włoch                                                       | - 1900 Wiktor Emanuel III 1946 |

Rok 1914 / MCMXIV
stulecia: XIX wiek ~
XX wiek ~
XXI wiek

dziesięciolecia:
1880–1889 •
1890–1899 •
1900–1909 •
1910–1919
• 1920–1929
• 1930–1939
• 1940–1949

lata: 1904 «
1909 «
1910 «
1911 «
1912 «
1913 «
1914
» 1915
» 1916
» 1917
» 1918
» 1919
» 1924

## Wydarzenia w Polsce
- 6 stycznia – w Warszawie otwarto Most Mikołajewski, przemianowany w 1917 na Most Poniatowskiego.
- 23 stycznia – poświęcono Cmentarz Komunalny przy ul. Panewnickiej w Katowicach.
- 20 marca – premiera filmu Fatalna godzina.
- 16 kwietnia – został uroczyście otwarty Stadion Wisły Kraków.
- 1 maja – Gdańsk: otwarto linię kolejową Wrzeszcz – Stara Piła przez Kokoszki, zniszczoną później w 1945. Częściowo jej śladem w 2015 roku poprowadzono linię Pomorskiej Kolei Metropolitalnej.
- 5 maja – premiera filmu Bóg wojny.
- 26 maja – w Chorzowie rozpoczęła się pierwsza w kraju wystawa akwarystyczno-terrarystyczna.
- 31 maja – we Lwowie Władysław Ponurski ustanowił rekord Galicji w biegu na 400 m wynikiem 53,0 s.
- 15 czerwca–20 lipca – wystawa motorów drobnoprzemysłowych we Lwowie.
- 28–29 czerwca – odbył się Zjazd Śpiewaczy w Poznaniu.
- 27 lipca – uwięziony wraz z siostrą Marią na półce skalnej w żlebie Drège’a w Tatrach filozof i psycholog Bronisław Bandrowski, straciwszy nadzieję na pomoc, rzucił się w przepaść ponosząc śmierć na miejscu. Skrajnie wyczerpana siostra została uratowana przez ratowników TOPR Mariusza Zaruskiego i Jędrzeja Marusarza.
- 3 sierpnia – powstała Pierwsza Kompania Kadrowa.
- 4 sierpnia – I wojna światowa: Kalisz został zbombardowany przez Niemców.
- 6 sierpnia:
  - Józef Piłsudski powołał w Warszawie tajny Rząd Narodowy.
  - z krakowskich Oleandrów wyruszyła do walki Pierwsza Kompania Kadrowa. Celem było wywołanie w dawnym Królestwie Polskim powstania.
- 8 sierpnia – Włodzimierz Lenin został aresztowany i osadzony w więzieniu w Nowym Targu.
- 10 sierpnia – Komisja Skonfederowanych Stronnictw Niepodległościowych podporządkowała się Rządowi Narodowemu.
- 12 sierpnia – Józef Piłsudski wydał Odezwę na wkroczenie wojsk polskich do Królestwa Kongresowego.
- 14 sierpnia – wielki książę Mikołaj Mikołajewicz wydał manifest, zawierający obietnicę zjednoczenia po zakończeniu wojny ziem polskich z trzech zaborów i nadania im autonomii.
- 15 sierpnia – poświęcenie Świątyni Miłosierdzia i Miłości w Płocku, nowej siedziby Kościoła Starokatolickiego Mariawitów.
- 16 sierpnia – w Krakowie powstał Naczelny Komitet Narodowy.
- 23 sierpnia – I wojna światowa: rozpoczęła się bitwa pod Kraśnikiem.
- 25 sierpnia – I wojna światowa: zwycięstwo wojsk austro-węgierskich nad rosyjskimi w trzydniowej bitwie pod Kraśnikiem. Początek bitwy pod Komarowem.
- 30 sierpnia – I wojna światowa: zwycięstwo wojsk niemieckich w bitwie pod Tannenbergiem na Mazurach.
- Sierpień – rozpoczyna się tworzenie struktur Polskiej Organizacji Wojskowej.
- 2 września – I wojna światowa: zwycięstwo wojsk austro-węgierskich nad rosyjskimi w bitwie pod Komarowem.
- 3 września – I wojna światowa: zajęcie Lwowa przez wojska rosyjskie. Okupacja miasta przez Rosjan do 22 czerwca 1915.
- 5 września:
  - Józef Piłsudski utworzył w Kielcach Polską Organizację Narodową.
  - zaprzysiężenie w Kielcach I Pułku Legionów Polskich pod dowództwem Józefa Piłsudskiego.
- 8 września – I wojna światowa: rozpoczęła się bitwa nad Jeziorami Mazurskimi.
- 17 września – I wojna światowa: wojska rosyjskie rozpoczęły pierwsze oblężenie twierdzy Przemyśl.
- 21 września – z powodu odmowy złożenia przysięgi na wierność cesarzowi rozwiązany został Legion Wschodni.
- 9 października – I wojna światowa: napad Niemców na tereny Królestwa Polskiego.
- 10 października – I wojna światowa: klęską wojsk rosyjskich zakończyło się I oblężenie Twierdzy Przemyśl.
- 12 października – I wojna światowa: rozpoczęła się bitwa o Pruszków, podczas której kontratak Rosjan zepchnął wojska niemieckie na linię rzeki Rawki.
- 15 października – oddano do użytku estakadę kolejową w Gorzowie Wielkopolskim.
- 22 października – Józef Piłsudski wystąpił z inicjatywą powołania w Królestwie Polskim konspiracyjnej organizacji niepodległościowej: Polskiej Organizacji Wojskowej (POW).
- 29 października – pod Mołotkowem doszło do jednej z najkrwawszych bitew Legionów Polskich z Rosjanami.
- 5 listopada – I wojna światowa: wojska rosyjskie rozpoczęły drugie oblężenie twierdzy Przemyśl.
- 7 listopada – w Warszawie otwarto Dom Towarowy Braci Jabłkowskich.
- 11 listopada – I wojna światowa: rozpoczęła się bitwa pod Łodzią.
- 16 listopada – I wojna światowa: rozpoczęła się bitwa pod Krakowem.
- 18 listopada – I wojna światowa: zakończyła się bitwa pod Krzywopłotami.
- 25 listopada:
  - Warszawa: powstał Komitet Narodowy Polski.
  - I wojna światowa: zakończyła się pierwsza bitwa pod Krakowem.
- 30 listopada/1 grudnia – I wojna światowa: po wkroczeniu wojsk rosyjskich w nocy do Wieliczki rozpoczęła się druga bitwa pod Krakowem.
- 2–12 grudnia – I wojna światowa: bitwa pod Limanową.
- 6 grudnia –
  - I wojna światowa: wojska niemieckie zajęły Łódź.
  - I wojna światowa: bitwa o wzgórze Kaim, wojska austro-węgierskie odparły natarcie wojsk rosyjskich w drodze na Kraków.
- 15 grudnia – I wojna światowa: Austriacy po czterodniowej bitwie o Krosno wyparli Rosjan z miasta.
- 19 grudnia – Legion Zachodni został przekształcony w I Brygadę Legionów Polskich.
- 20 grudnia – I wojna światowa: zakończyła się bitwa nad Bzurą.
- 22–25 grudnia – bitwa pod Łowczówkiem Legionów Józefa Piłsudskiego z Rosjanami.
- 31 grudnia – otwarto linię kolejową Lublin – Rozwadów, wybudowaną przez Rosjan dla poprawy zaopatrzenia frontu[1].
- Stanisław Sośnicki ustanowił rekord Galicji w trójskoku wynikiem 13,06 m.

## Wydarzenia na świecie
- 1 stycznia – otwarto pierwszą linię lotniczą regularnie przewożącą pasażerów (Floryda).
- 4 stycznia – odzyskany przez włoską policję obraz Leonarda da Vinciego Mona Lisa powrócił do paryskiego Luwru.
- 5 stycznia – Ford Motor Company wprowadził ośmiogodzinny dzień pracy w swych fabrykach oraz minimalną stawkę 5 dolarów za dzień pracy.
- 10 stycznia – rewolucja meksykańska: oddziały Pancho Villi zajęły miasto Ojinaga w stanie Chihuahua.
- 11 stycznia:
  - wybuchł wulkan Sakurajima na japońskiej wyspie Kiusiu.
  - odbyła się premiera stworzonego przez Towarzystwo Strażnica religijnego filmu „Fotodrama stworzenia” – pierwszej prezentacji zawierającej ruchomy obraz i kolorowane przezrocza zsynchronizowane z akompaniamentem muzycznym i nagranymi komentarzami.
  - założono włoski klub piłkarski Reggina Calcio.
- 16 stycznia – w tureckim Izmirze założono klub piłkarski Altay SK.
- 30 stycznia – w Wiedniu odbyła się premiera operetki Nareszcie sami z muzyką Ferenca Lehára.
- Styczeń – armia rosyjska posiadała 15 sterowców ciśnieniowych o łącznej pojemności 76 tys. m³ (większą flotę sterowców posiadały tylko Niemcy).
- 13 lutego – w Nowym Jorku powstało Amerykańskie Stowarzyszenie Kompozytorów, Autorów i Wydawców (ang. American Society of Composers, Authors and Publishers – ASCAP), celem którego jest ochrona praw autorskich (ang. copyright, symbol: ©) jego członków.
- 15 lutego – założono urugwajski klub piłkarski Sud América Montevideo.
- 26 lutego – w brytyjskiej stoczni Harland and Wolff, w Belfaście zwodowano transatlantyk HMHS Britannic, siostrzany statek RMS Titanic.
- 1 marca – Republika Chińska przystąpiła do Powszechnego Związku Pocztowego.
- 5 marca – w czasie próby zdobycia bieguna północnego zmarł na Wyspie Rudolfa rosyjski badacz Arktyki Gieorgij Siedow.
- 6 marca – założono szwedzki klub piłkarski Halmstads BK.
- 7 marca:
  - Wilhelm zu Wied przybył do Albanii, by rozpocząć panowanie.
  - Departament Policji w Petersburgu zawiadomił swoją agenturę w Paryżu, że „znany działacz PPS, Józef Piłsudski przebywający obecnie w Paryżu, przygotowuje wspólnie z Wacławem Sieroszewskim i innymi członkami partii zamach na życie cesarza podczas ewentualnego jego pobytu w Paryżu”.
- 10 marca – angielska sufrażystka Mary Richardson uszkodziła nożem do mięsa obraz Diego Velázqueza Wenus ze zwierciadłem (ang. Rokeby Venus) znajdujący się w National Gallery w Londynie.
- 16 marca – żona francuskiego ministra Josepha Caillauxa Henriette Caillaux zastrzeliła dziennikarza, wydawcę gazety Le Figaro Gastona Calmette, ponieważ ten groził jej publikacją miłosnych listów z okresu trwania pierwszego małżeństwa jej męża (została w późniejszym procesie uniewinniona).
- 19 marca – w Toronto otwarto Royal Ontario Museum.
- 20 marca – amerykański astronom Joel Metcalf odkrył planetoidę (784) Pickeringia.
- 21 marca – Antonio Salandra został premierem Włoch.
- 26 marca – w Albanii ustanowiono Order Orła Czarnego.
- 27 marca:
  - belgijski chirurg Albert Hustin dokonał pierwszej udanej niebezpośredniej transfuzji krwi, używając środków przeciwzakrzepowych.
  - Tajlandia: otwarto Port lotniczy Bangkok-Don Muang.
- 29 marca – Katherine Routledge i jej mąż przybyli na Wyspę Wielkanocną w celu pierwszych prawdziwych badań naukowych (wyspę opuścili w sierpniu 1915).
- 9 kwietnia – rewolucja meksykańska: doszło do tzw. incydentu w Tampico.
- 14 kwietnia – Irving nabywa praw miejskich w stanie Teksas.
- 17 kwietnia – Imperium Rosyjskie dokonało aneksji Kraju Urianchajskiego.
- 18 kwietnia – premiera filmu Cabiria.
- 20 kwietnia:
  - w stanie Kolorado, Gwardia Narodowa Stanów Zjednoczonych dokonała masakry strajkujących górników, 24 osoby zostały zabite (ang. Ludlow massacre).
  - II Zawody o Puchar Schneidera (wyścigi wodnosamolotów) w Monako wygrał Brytyjczyk Howard Pixton. Na pływakowym wodnosamolocie Sopwith Tabloid osiągnął rekordową prędkość przelotową 139,7 km/h.
  - rewolucja meksykańska: zwycięstwo Amerykanów w bitwie o Veracruz.
  - niemiecki astronom Franz Kaiser odkrył planetoidę (786) Bredichina.
- 21 kwietnia – 3 tys. żołnierzy Korpusu Piechoty Morskiej Stanów Zjednoczonych wylądowało w porcie Vera Cruz w Meksyku.
- 1 maja – w Chinach uchwalono nową konstytucję przyznającą dyktatorską władzę prezydentowi Yuan Shikaiowi.
- 4 maja – premiera filmu Bójka na deszczu, pierwszego całkowicie zrealizowanego przez Charliego Chaplina.
- 8 maja – powstała amerykańska wytwórnia filmowa Paramount Pictures.
- 10 maja – premierzy Grecji i Turcji podpisali umowę, regulującą część spornych kwestii, w tym fragmentaryczną terytorialnie i dobrowolną wymianę ludności narodowości greckiej z Turcji, w zamian za ludność muzułmańską z Grecji.
- 14 maja – Woodrow Wilson podpisał proklamację Kongresu Stanów Zjednoczonych ustanawiającą Dzień Matki świętem państwowym w USA.
- 23 maja – Giacomo della Chiesa (późniejszy papież Benedykt XV) został kardynałem.
- 24 maja – założono klub piłkarski Lewski Sofia.
- 25 maja – w Zjednoczonym Królestwie Wielkiej Brytanii i Irlandii, Izba Gmin przegłosowała prawo pozwalające Irlandii na ustanowienie swego własnego rządu (ang. Home Rule Act 1914).
- 29 maja – liniowiec kanadyjski RMS „Empress of Ireland” zatonął w Zatoce Świętego Wawrzyńca, 1024 osoby poniosły śmierć.
- 1 czerwca – wysłannik prezydenta Woodrowa Wilsona, Edward Mandell House, spotyka się z cesarzem Niemiec Wilhelmem II Hohenzollernem.
- 7 czerwca – manifestacje robotnicze w Ankonie (Włochy).
- 9 czerwca – Alexandre Ribot został po raz trzeci premierem Francji.
- 11 czerwca – Adolf Fryderyk VI został ostatnim wielkim księciem Meklemburgii-Strelitz.
- 13 czerwca – René Viviani został premierem Francji.
- 14 czerwca – Międzynarodowy Komitet Olimpijski przedstawił flagę olimpijską.
- 18 czerwca – rewolucja meksykańska: konstytucjonaliści zajmują stan San Luis Potosí – Venustiano Carranza domaga się poddania sił rządowych podległych prezydentowi Victoriano Huercie.
- 20 czerwca – podczas pokazów lotniczych w Wiener Neustadt doszło do zderzenia sterowca Körting M II z samolotem typu Farman IV (załogi obu maszyn latających zginęły).
- 23 czerwca – rewolucja meksykańska: zwycięstwo rebeliantów w bitwie pod Zacatecas.
- 28 czerwca – w Sarajewie w Bośni serbski nacjonalista Gavrilo Princip dokonał zamachu na austriackiego następcę tronu arcyksięcia Franciszka Ferdynanda. Zabicie arcyksięcia stało się pretekstem do rozpoczęcia I wojny światowej.
- 2 lipca – oficjalnie ogłoszono, że cesarz Niemiec Wilhelm II Hohenzollern nie będzie uczestniczył w pogrzebie austriackiego następcy tronu arcyksięcia Franciszka Ferdynanda i jego żony Zofii von Chotek.
- 3 lipca:
  - w Szimli podpisano trójstronne porozumienie pomiędzy Chinami, Tybetem i Wielką Brytanią. Zgodnie z nim, Chiny pozostawały de iure suwerenem Tybetu, jednak musiały uznać jego pełną autonomię wewnętrzną.
  - uruchomienie łączności telefonicznej Nowy Jork–San Francisco.
- 4 lipca:
  - w Artstetten, ok. 60 km na zachód od Wiednia, odbył się pogrzeb austriackiego następcy tronu arcyksięcia Franciszka Ferdynanda i jego żony Zofii von Chotek.
  - w Londynie, Brytyjczyk Willie Applegarth ustanowił rekord świata w biegu na 200 m wynikiem 21,2 s.
- 7 lipca – narada ministrów rządu austro-węgierskiego z udziałem m.in. ministra spraw zagranicznych i wojny oraz głównodowodzącego armią i głównodowodzącego marynarką wojenną (trwała od 11:30 do 18:15).
- 9 lipca:
  - Izba Lordów zakończyła redagowanie poprawek do ustawy o samostanowieniu Irlandii (ang. Home Rule Act 1914).
  - Franciszek Józef I, władca austro-węgierski, otrzymuje raport z dochodzenia w sprawie zamachu w Sarajewie. Prasa w monarchii prowadzi kampanię antyserbską, nazywając Serbów „śmiercionośnymi szczurami”.
- 10 lipca – rosyjski dyplomata przy rządzie serbskim zmarł niespodziewanie w niewyjaśnionych okolicznościach w austro-węgierskim poselstwie w Belgradzie.
- 11 lipca – legenda baseballu w USA, Babe Ruth debiutuje w zespole Boston Red Sox.
- 12 lipca – odbyły się demonstracje w prowincji Irlandii Ulster, zapowiadające wojnę domową.
- 13 lipca – władze w Wiedniu otrzymały raport o prawdopodobnym ataku sił serbskich nacjonalistów na placówkę dyplomatyczną monarchii w Belgradzie.
- 14 lipca:
  - rząd Irlandii nowelizuje ustawę przegłosowaną przez brytyjską Izbę Lordów w sprawie samostanowienia Irlandii (ang. Home Rule Act 1914).
  - Robert Goddard otrzymał pierwszy patent na napęd rakietowy na paliwo ciekłe. Jego rakieta miała 12,5 m wysokości.
  - pod naciskiem Stanów Zjednoczonych meksykański prezydent Victoriano Huerta podał się do dymisji.
- 15 lipca:
  - w Alpach Berneńskich został oddany do użytku najdłuższy tunel kolejowy Lotschberg o długości ponad 14 km.
  - rewolucja meksykańska: Victoriano Huerta zrezygnował z prezydentury i opuścił Meksyk.
  - rewolucja meksykańska: Francisco Carvajal został prezydentem Meksyku.
  - premier István Tisza oświadcza w węgierskim parlamencie, że stosunki z Serbią muszą być oczyszczone.
- 19 lipca – prasa austro-węgierska przestrzega przed domniemaną konspiracją w sprawie idei „Wielkiej Serbii”.
- 21 lipca – została odkryta Sinope, księżyc Jowisza.
- 23 lipca – Austro-Węgry wystosowały wobec Serbii ultimatum z żądaniem ujawnienia tożsamości zabójcy arcyksięcia Franciszka Ferdynanda.
- 27 lipca – Felix Manalo zarejestrował organizację religijną „Iglesia ni Cristo” na Filipinach.
- 28 lipca – I wojna światowa: Austro-Węgry wypowiadają wojnę Serbii.
- 30 lipca – w Rosji zostaje ogłoszona powszechna mobilizacja.
- 31 lipca:
  - Niemcy wysunęły ultimatum wobec Francji.
  - w Paryżu doszło do zamachu na przywódcę socjalistów Jeana Jaurèsa.
  - utworzono Szwajcarskie Siły Powietrzne.
- Sierpień:
  - za inicjatywą wielkiego księcia Mikołaja Mikołajewicza został wydany dekret o zjednoczeniu ziem polskich pod berłem carów. Akt ten nie spotkał się z uznaniem, ale skutkiem przedsięwzięcia było powstanie Legionu Puławskiego.
  - Marcus Garvey założył „Uniwersalny Związek Doskonalenia Czarnych” (ang. Universal Negro Improvement Association – UNIA), który miał promować jedność Afroamerykanów.
  - wojska rosyjskie wkraczają do Galicji.
- 1 sierpnia – Niemcy wypowiadają wojnę Rosji. Powszechna mobilizacja w Szwajcarii.
- 2 sierpnia:
  - wojska niemieckie wkraczają do Luksemburga.
  - został zawarty tajny układ pomiędzy Imperium Osmańskim a Niemcami, zapewniający Turcji neutralność.
- 3 sierpnia:
  - Niemcy wypowiedziały wojnę Francji.
  - wojska niemieckie wkraczają na terytorium Belgii.
  - Włochy odmawiają poparcia dla Austro-Węgier (neutralność w wojnie).
- 4 sierpnia – Wielka Brytania wypowiada Niemcom wojnę. Rozpoczyna się blokada morska Niemiec.
- 5 sierpnia:
  - Stany Zjednoczone ogłaszają neutralność w wojnie.
  - w Cleveland uruchomiono pierwszą elektryczną sygnalizację świetlną.
- 5–16 sierpnia – I wojna światowa: bitwa o miasto Liège.
- 6 sierpnia – Serbia wypowiedziała wojnę Niemcom; Austro-Węgry wypowiedziały wojnę Rosji.
- 8 sierpnia:
  - ostrzał Dar es Salaam przez marynarkę brytyjską.
  - niemieckie siły kolonialne dokonały egzekucji w Kamerunie na oficerze Martinie-Paulu Sambie – za zdradę stanu.
  - poseł Wiktor Jaroński wygłosił w Dumie Państwowej deklarację o solidarności narodu polskiego z Rosją w jej walce z Niemcami.
- 12 sierpnia:
  - Wielka Brytania wypowiedziała wojnę Austro-Węgrom.
  - I wojna światowa: bitwa pod Haelen, zwana także „bitwą srebrnych hełmów”.
- 14 sierpnia – I wojna światowa: wojska francuskie wkroczyły do Lotaryngii.
- 15 sierpnia:
  - otwarty zostaje Kanał Panamski.
  - rewolucja meksykańska: oddziały Venustiano Carranzy, dowodzone przez generała Álvaro Obregóna, opanowały stolicę Meksyku miasto Meksyk.
  - adagio na smyczki i harfę Edwarda Elgara, zostaje po raz pierwszy wykonane w Londynie.
- 16–19 sierpnia – w bitwie pod górą Cer, około 100 km od Belgradu w Serbii, siły serbskie odniosły zwycięstwo nad siłami Austro-Węgier, było to pierwsze zwycięstwo sił ententy w pierwszej wojnie światowej.
- 17 sierpnia:
  - I wojna światowa: Niemcy zajmują miasto Liège.
  - I wojna światowa: ruszyła ofensywa armii rosyjskiej na Prusy Wschodnie.
- 17 sierpnia–2 września – I wojna światowa: bitwa pod Tannenbergiem (Grunwaldem) między wojskami niemieckimi i rosyjskimi.
- 18 sierpnia – I wojna światowa: rozpoczyna się niemiecka ofensywa we Francji.
- 20 sierpnia:
  - I wojna światowa: Niemcy zdobyły Brukselę.
  - I wojna światowa: pyrrusowe zwycięstwo wojsk rosyjskich nad niemieckimi w bitwie pod Gąbinem (ob. Gusiew) w Prusach Wschodnich.
- 21 sierpnia – całkowite zaćmienie Słońca nad Grenlandią i północno-wschodnią Europą.
- 23 sierpnia:
  - Japonia wypowiedziała wojnę Niemcom.
  - I wojna światowa: zwycięstwo wojsk brytyjskich nad niemieckimi w bitwie pod Mons.
- 25 sierpnia–13 września – pierwsze w świecie loty polarne nad Arktyką na samolocie Maurice Farman M.F.11, Polaka por. Jana Nagórskiego, oficera armii rosyjskiej, w poszukiwaniu zaginionej wyprawy polarnej Gieorgija Siedowa.
- 25 sierpnia – I wojna światowa: bitwa austriacko-rosyjska pod Kraśnikiem.
- 26 sierpnia – kapitulacja niemieckich sił kolonialnych w Togo wobec wojsk angielskich i francuskich.
- 26–27 sierpnia – I wojna światowa: bitwa obronna w pobliżu miejscowości Le Cateau-Cambrésis we Francji.
- 28 sierpnia:
  - I wojna światowa: zwycięska dla floty brytyjskiej bitwa morska pod Helgolandem z flotą niemiecką.
  - I wojna światowa: skapitulował garnizon obronny niemieckiej kolonii Togo.
- 29–30 sierpnia – I wojna światowa: bitwa obronna w pobliżu miejscowości Saint-Quentin we Francji.
- 30 sierpnia – I wojna światowa: armia nowozelandzka zajęła Samoa Niemieckie.
- Wrzesień – ostrzał niemieckiej artylerii zniszczył zabytkową katedrę w Reims.
- 31 sierpnia – Sankt Petersburg zmienił nazwę na Piotrogród.
- 1 września – ostatni gołąb wędrowny zdechł w ogrodzie zoologicznym w Cincinnati w USA.
- 2 września
  - I wojna światowa: opuszczenie Lwowa przez Austriaków.
  - I wojna światowa: Niemcy okupowali miejscowość Moronvilliers, położoną około 15 km od Reims.
- 3 września:
  - kardynał Giacomo della Chiesa został obrany papieżem i przyjął imię Benedykta XV.
  - po sześciu miesiącach Wilhelm zu Wied opuścił Albanię, co było spowodowane opozycją w stosunku do jego rządów.
  - I wojna światowa: rząd Francji przeniósł się z Paryża do Bordeaux.
- 5 września:
  - w Londynie podpisano porozumienie, zgodnie z którym żaden członek potrójnej ententy (Anglia, Francja, Rosja) nie mógł osobno zawierać układów pokojowych z państwami centralnymi.
  - I wojna światowa: w rejonie Firth of Forth niemiecki U-21 storpedował i zatopił brytyjski krążownik HMS „Pathfinder”.
- 5–9 września – I wojna światowa: pierwsza bitwa nad rzeką Marną, siły francusko-angielskie powstrzymały marsz Niemców na zachód (ok. 513 tys. zabitych).
- 6–12 września – I wojna światowa: bitwa niemiecko-rosyjska nad jeziorami mazurskimi.
- 13 września – I wojna światowa: siły Republiki Południowej Afryki rozpoczynają działania zbrojne przeciw Niemcom w niemieckiej południowo-zachodniej Afryce (dzisiejsza Namibia).
- 13–28 września – I wojna światowa: pierwsza bitwa we francuskim departamencie Aisne.
- 17 września – po raz trzeci Andrew Fisher został premierem Australii.
- 22 września – I wojna światowa: na Morzu Północnym trzy brytyjskie krążowniki zostały zatopione przez niemiecki okręt podwodny U-9.
- 26 września – w USA zostaje powołana niezależna agencja rządowa (ang. Federal Trade Commission – FTC), której celem jest ochrona klientów oraz eliminacja i zapobieganie nieuczciwej konkurencji.
- 30 września – w USA powstała organizacja do walki z alkoholizmem (ang. Flying Squadron).
- Październik:
  - Włochy stopniowo przechodziły do sojuszu z Ententą.
  - Katedra Westminsterska została ubezpieczona od następstw niemieckich bombardowań lotniczych (na sumę 150 tys. £).
- 1 października:
  - I wojna światowa: rozpoczęła się bitwa pod Arras.
  - według interpretacji chronologii biblijnej przyjętej przez badaczy Pisma Świętego zaczęło panować w niebie Królestwo Boże z Jezusem Chrystusem jako władcą.
- 8 października – premiera filmu niemego Hello, Mabel.
- 9 października – I wojna światowa: Antwerpia zostaje zdobyta przez siły niemieckie.
- 10 października – Ferdynand I został królem Rumunii.
- 11 października – I wojna światowa: w Zatoce Fińskiej został zatopiony przez niemiecki okręt podwodny SM U-26 rosyjski krążownik pancerny „Pałłada” wraz z całą, 594-osobową załogą.
- 13 października:
  - I wojna światowa: rząd belgijski przeniósł się do Hawru.
  - Amerykanin Garret A. Morgan opatentował maskę przeciwgazową.
  - zespół Boston Braves pokonał Philadelphia Athletics 3:1 i zdobył trofeum baseballowe World Series.
- 15 października – debiut sceniczny Bieniamino Gigliego w roli Enza w operze Amilcare Ponchiellego Gioconda.
- 19 października – I wojna światowa: rozpoczęła się I bitwa pod Ypres.
- 21 października – Turcja zamknęła dla żeglugi cieśniny Bosfor i Dardanele.
- 27 października – I wojna światowa: u wybrzeży Irlandii zatonął po wejściu na niemiecką minę brytyjski pancernik „Audacious”.
- 28 października – I wojna światowa: bitwa morska pod Penang.
- 29 października:
  - I wojna światowa: atak floty tureckiej na wybrzeża Rosji.
  - rozpoczął się proces zamachowców z Sarajewa.
- Listopad – na froncie zachodnim utrwala się pozycyjny charakter wojny.
- 1 listopada – I wojna światowa: bitwa pod Coronelem.
- 2–5 listopada – Rosja oraz Francja i Anglia wypowiadają wojnę Turcji.
- 3 listopada:
  - I wojna światowa: Niemcy pokonali Brytyjczyków w bitwie pod Tanga (Niemiecka Afryka Wschodnia).
  - I wojna światowa: dwa okręty brytyjskie i jeden francuski, w celu przełamania blokady cieśniny Dardanele, dokonały bombardowania tureckiego fortu Sedd el Bahr.
  - I wojna światowa: niemieckie okręty przeprowadziły atak na angielskie portowe miasto Great Yarmouth.
- 5 listopada:
  - I wojna światowa: Wielka Brytania anektowała Cypr.
  - państwa Ententy wypowiedziały wojnę Turcji.
- 6 listopada – I wojna światowa: wojska australijskie zajęły kontrolowaną do tej pory przez Niemców wyspę Nauru na Pacyfiku.
- 7 listopada – I wojna światowa: Japonia zajęła kolonię niemiecką Jiaozhou w Chinach, miejsce stacjonowania Eskadry Wschodnioazjatyckiej marynarki wojennej Cesarstwa Niemieckiego.
- 9 listopada – I wojna światowa: w bitwie koło Wysp Kokosowych zniszczony został niemiecki krążownik „Emden”.
- 10 listopada – I wojna światowa: w czasie I bitwy pod Ypres doszło do masakry około 2 tysięcy niemieckich ochotników, głównie uczniów i studentów, skierowanych do ataku na zajmowane przez Brytyjczyków wzgórze (tzw. Kindermord).
- 12 listopada – Turcja wypowiedziała wojnę państwom ententy.
- 15 listopada – Venceslau Brás został prezydentem Brazylii.
- 16 listopada:
  - w rok po uchwaleniu prawa (ang. Federal Reserve Act of 1913) zakładającego Bank Rezerwy Federalnej, instytucja ta rozpoczęła swą działalność w USA.
  - I wojna światowa: rozpoczęła się bitwa na froncie bałkańskim nad rzeką Kolubarą, między armią Austro-Węgier a siłami serbskimi.
- 22 listopada – I wojna światowa: zakończyła się I bitwa pod Ypres.
- 23 listopada – siły USA opuściły Veracruz w Meksyku. Oddziały Venustiano Carranzy po zajęciu miasta ustanawiają tam kwaterę główną swych sił.
- 24 listopada – Benito Mussolini został wydalony z Włoskiej Partii Socjalistycznej.
- 26 listopada – eksplozja amunicji na pancerniku HMS „Bulwark” w angielskim porcie Sheerness spowodowała śmierć 738 z 750 członków załogi.
- 28 listopada – Nowojorska Giełda Papierów Wartościowych zamknięta w lipcu ze względu na toczącą się wojnę w Europie, została otwarta tylko dla handlu obligacjami.
- 30 listopada/1 grudnia – I wojna światowa: po nocnej bitwie pod Krakowem siły austro-węgierskie powstrzymały marsz Rosjan na zachód.
- 1 grudnia – założono włoską firmę motoryzacyjną Maserati.
- 6 grudnia – I wojna światowa: armia niemiecka wkroczyła do Łodzi.
- 8 grudnia – I wojna światowa: w bitwie koło Falklandów Brytyjczycy rozgromili niemiecką Eskadrę Wschodnioazjatycką admirała von Spee.
- 9 grudnia – I wojna światowa: do służby w Royal Navy wszedł pierwszy transportowiec wodnosamolotów HMS „Ark Royal” (wyporność 6900 t, 8 wodnosamolotów lub samolotów, 4 działa, 14 km, lotnicze warsztaty naprawcze).
- 10 grudnia – pożar w fabryce Edisona w Nowym Jorku.
- 15 grudnia:
  - I wojna światowa: zwycięstwo wojsk serbskich nad austro-węgierskimi w bitwie nad Kolubarą.
  - eksplozja gazu w kopalni węgla konglomeratu Mitsubishi Hojyo w Kiusiu w Japonii, spowodowała śmierć 687 osób. Najtragiczniejszy wypadek w dziejach kopalnictwa w Japonii.
- 16 grudnia – I wojna światowa: 137 osób zginęło, a 592 zostały ranne w wyniku ataku marynarki niemieckiej na brytyjskie portowe miasta: Scarborough, Hartlepool i Whitby.
- 17 grudnia:
  - I wojna światowa: Rosjanie zostali zatrzymani pod Limanową.
  - I wojna światowa: Wielka Brytania ogłosiła protektorat nad Egiptem.
- 18 grudnia – w Egipcie Wielka Brytania pozbawiła władzy kedywa Abbasa II, wprowadzając jednocześnie na jego miejsce Husajna Kāmila.
- 24 grudnia – I wojna światowa: w okolicach miasta Ypres doszło do rozejmu bożonarodzeniowego – angielscy i niemieccy żołnierze przerwali walki.
- 28 grudnia – Włochy zajęły albański port Valona.
- 31 grudnia – I wojna światowa: pierwszy raz w czasach nowożytnych, armia niemiecka użyła broni chemicznej na froncie wschodnim, na linii rzek Bzura i Rawka, pod Bolimowem – przeciw oddziałom rosyjskim.
- Blaise Diagne z Senegalu stał się pierwszym czarnym Afrykańczykiem wybranym do parlamentu we Francji.
- Po raz pierwszy można spotkać artykuły powszechnego użytku wykonane ze stali nierdzewnej.
- Mahatma Gandhi wraca do Indii z Republiki Południowej Afryki i staje się czołowym działaczem ruchu na rzecz niezależności Indii.
- Stolica regionu autonomicznego Kuangsi w Chinach zostaje przeniesiona z miasta Guilin do miasta Nanning.
- Port w miejscowości Orange w stanie Teksas zostaje pogłębiony i przygotowany do budowy okrętów dla Marynarki Wojennej Stanów Zjednoczonych.
- W USA powstaje cywilna niedochodowa organizacja (ang. United States Power Squadrons – USPS), której celem jest bezpieczeństwo cywilnych jednostek na morzu oraz szkolenie ludzi związanych z morzem.

## Urodzili się
- 1 stycznia:
  - Adam Czaplewski, polski generał dywizji (zm. 1982)
  - Wanda Mejbaum-Katzenellenbogen, polska biochemiczka, profesor nauk medycznych (zm. 1986)
  - Zbigniew Ryś, polski podchorąży, żołnierz podziemia, kurier ZWZ i AK (zm. 1990)
- 2 stycznia:
  - Noor Inayat Khan, indyjska księżniczka, agentka wywiadu brytyjskiego (zm. 1944)
  - Adolf Sowiński, polski poeta, prozaik, tłumacz, krytyk literacki (zm. 1963)
- 3 stycznia:
  - Ewald Schuldt, niemiecki archeolog (zm. 1987)
  - Zhou Erfu, chiński pisarz (zm. 2004)
- 4 stycznia:
  - Jadwiga Janowska, polska wszechstronna lekkoatletka (zm. 2013)
  - Jean-Pierre Vernant, francuski historyk i antropolog (zm. 2007)
- 5 stycznia:
  - Germán Gómez, hiszpański piłkarz (zm. 2004)
  - Henryk Musiałowicz, polski malarz (zm. 2015)
  - George Reeves, amerykański aktor (zm. 1959)
  - Rudolf Schnackenburg, niemiecki duchowny katolicki, teolog (zm. 2002)
  - Nicolas de Staël, francuski malarz pochodzenia rosyjskiego (zm. 1955)
  - Tadeusz Trepkowski, polski grafik, plakacista (zm. 1954)
- 6 stycznia – Stanisław Konczyński, polski działacz podziemia antykomunistycznego (zm. 1950)
- 7 stycznia – Bobby McDermott, amerykański koszykarz (zm. 1963)
- 8 stycznia:
  - Zbigniew Błażyński, polski dziennikarz emigracyjny (zm. 1996)
  - Henryk Chmielewski, polski bokser (zm. 1998)
  - Władysław Koba, polski porucznik, żołnierz AK, działacz WiN (zm. 1949)
  - Herman Pilnik, argentyński szachista pochodzenia niemieckiego (zm. 1981)
- 9 stycznia:
  - Derek Allhusen, brytyjski jeździec sportowy (zm. 2000)
  - Kenny Clarke, amerykański perkusista jazzowy (zm. 1985)
  - Adolf Urban, niemiecki piłkarz (zm. 1943)
- 10 stycznia:
  - Franciszek Wesołowski, polski organista, kompozytor, pedagog (zm. 2007)
  - Yu Kuo-hwa, tajwański polityk, premier Tajwanu (zm. 2000)
  - Jakub Zonszajn, polski poeta, prozaik, eseista pochodzenia żydowskiego (zm. 1962)
- 11 stycznia – Dorothy Jeakins, amerykańska kostiumografka (zm. 1995)
- 12 stycznia – Orlando Villas-Bôas, brazylijski etnolog, odkrywca, pisarz (zm. 2002)
- 13 stycznia:
  - Ján Futák, słowacki duchowny katolicki, botanik i działacz ochrony przyrody, znawca flory Słowacji (zm. 1980)
  - Antoni Zębik, polski krótkofalowiec, konstruktor nadajnika radiostacji „Błyskawica” (zm. 2009)
- 14 stycznia – Harold Russell, kanadyjski wojskowy, aktor niezawodowy (zm. 2002)
- 15 stycznia:
  - Stefan Bałuk, polski generał brygady, fotografik, fotoreporter wojenny, cichociemny, uczestnik powstania warszawskiego (zm. 2014)
  - Jan Maria Gisges, polski pisarz (zm. 1983)
  - Alberto Ullastres, hiszpański polityk i prawnik (zm. 2001)
- 16 stycznia – Roger Wagner, francuski dyrygent chóralny (zm. 1992)
- 17 stycznia:
  - Taizō Kawamoto, japoński piłkarz, trener (zm. 1985)
  - Howard Levene, amerykański statystyk i genetyk (zm. 2003)
- 18 stycznia:
  - Arno Schmidt, niemiecki pisarz, tłumacz (zm. 1979)
  - Jerzy Starościak, polski prawnik, polityk, poseł na Sejm PRL (zm. 1974)
- 19 stycznia:
  - Bertus Caldenhove, holenderski piłkarz (zm. 1983)
  - Bob Gerard, brytyjski kierowca wyścigowy (zm. 1990)
  - Zbigniew Piasecki, polski porucznik, żołnierz AK, cichociemny (zm. 1945)
  - André Polak, belgijski architekt (zm. 1988)
- 20 stycznia:
  - Ignacy Loga-Sowiński, polski związkowiec, polityk, poseł na Sejm PRL (zm. 1992)
  - Kazimierz Śramkiewicz, polski malarz, pedagog (zm. 1998)
- 22 stycznia:
  - Jacques Nguyễn Văn Mầu, wietnamski duchowny katolicki, biskup (zm. 2013)
  - Wincenty Okoń, polski pedagog (zm. 2011)
- 23 stycznia – Pina Carmirelli, włoska skrzypaczka (zm. 1993)
- 24 stycznia:
  - Hans Cattini, szwajcarski hokeista (zm. 1987)
  - Georges Cravenne, francuski producent filmowy (zm. 2009)
  - Thomas Donnellan, amerykański duchowny katolicki, arcybiskup Atlanty (zm. 1987)
  - Hana Vítová, czeska aktorka (zm. 1987)
- 25 stycznia:
  - Valeriu Niculescu, rumuński piłkarz (zm. 1986)
  - Edmund Sobkowiak, polski bokser (zm. 1988)
- 27 stycznia:
  - Marian Bełc, polski podporucznik pilot (zm. 1942)
  - Wojciech Rajewski, polski aktor (zm. 1980)
- 28 stycznia:
  - Désiré Koranyi, francuski piłkarz, trener pochodzenia węgierskiego (zm. 1981)
  - Stanisław Sobotkiewicz, polski pisarz (zm. 1993)
- 29 stycznia:
  - Aleksander Dakowski, kapitan łączności Wojska Polskiego, kawaler Orderu Virtuti Militari (zm. 2001)
  - Franciszek Dominiak, polski podporucznik (zm. 1999)
- 30 stycznia:
  - Valter Ani, estoński polityk komunistyczny (zm. 1990)
  - Vittorio Cottafavi(inne języki), włoski reżyser i scenarzysta filmowy (zm. 1998)
  - Felicitas Goodman, węgierska antropolog kultury, religioznawczyni, językoznawczyni pochodzenia niemieckiego (zm. 2005)
  - John Ireland, kanadyjski aktor (zm. 1992)
  - Henri Isemborghs, belgijski piłkarz (zm. 1973)
- 1 lutego:
  - Aleksander Polus, polski bokser (zm. 1965)
  - Stanisław Werner, polski fizyk, inżynier, żołnierz AK, uczestnik powstania warszawskiego (zm. 2013)
- 2 lutego:
  - Antoni Januszewski, polski duchowny katolicki (zm. 1939)
  - Margarita Stāraste-Bordevīka, łotewska pisarka, scenografka, ilustratorka książek dla dzieci (zm. 2014)
- 3 lutego:
  - Mary Carlisle, amerykańska aktorka, piosenkarka, tancerka (zm. 2018)
  - Michael Reusch, szwajcarski gimnastyk (zm. 1989)
- 4 lutego:
  - Alfred Andersch, niemiecki pisarz (zm. 1980)
  - Severino Compagnoni, włoski biegacz narciarski (zm. 2006)
- 5 lutego:
  - William S. Burroughs, amerykański pisarz, poeta, aktor, scenarzysta filmowy (zm. 1997)
  - Alan Lloyd Hodgkin, angielski biochemik, laureat Nagrody Nobla (zm. 1998)
- 6 lutego:
  - Bernd Freytag von Loringhoven, niemiecki generał (zm. 2007)
  - Jan Michalski, polski duchowny katolicki, biskup pomocniczy gnieźnieński (zm. 1989)
  - Zdeněk Škrland, czeski kajakarz, kanadyjkarz (zm. 1996)
  - Forrest Towns, amerykański lekkoatleta, płotkarz, trener (zm. 1991)
- 8 lutego:
  - Jules van Ackere, flamandzki eseista, muzykolog, filolog-italianista (zm. 2008)
  - Jyoti Basu, indyjski polityk komunistyczny (zm. 2010)
  - Bill Finger, amerykański scenarzysta komiksowy (zm. 1974)
  - Agnes Muthspiel, austriacka malarka (zm. 1966)
  - Witold Szeremeta, polski dziennikarz i działacz sportowy (zm. 1982)
- 9 lutego:
  - Irena Babel, polska aktorka, reżyserka teatralna, pedagog, tłumacz (zm. 1993)
  - Eugenia Kochanowska-Wiśniewska, polska dziennikarka, pisarka, popularyzatorka literatury (zm. 1995)
  - Jan Kochański, polski porucznik, cichociemny (zm. 1944)
  - Ernest Tubb, amerykański piosenkarz country (zm. 1984)
- 10 lutego – Larry Adler, amerykański muzyk jazzowy, wirtuoz harmonijki, aktor (zm. 2001)
- 12 lutego:
  - Tex Beneke, amerykański piosenkarz, saksofonista (zm. 2000)
  - Nello Celio, szwajcarski polityk, prezydent Szwajcarii (zm. 1995)
  - Lazar Koliševski, jugosłowiański polityk, prezydent Jugosławii (zm. 2000)
  - Edmund Twórz, polski piłkarz (zm. 1987)
- 13 lutego – Tadeusz Sawicz, polski pilot wojskowy, generał (zm. 2011)
- 14 lutego – Norman Von Nida, australijski golfista (zm. 2007)
- 15 lutego:
  - Thomas Hale Boggs Sr., amerykański prawnik, polityk (zm. 1972)
  - Kazimierz Klimczak, polski pułkownik, żołnierz AK, uczestnik powstania warszawskiego (zm. 2023)
  - Kevin McCarthy, amerykański aktor (zm. 2010)
- 16 lutego – Jimmy Wakely, amerykański piosenkarz, gitarzysta, aktor (zm. 1982)
- 17 lutego – Arthur Kennedy, amerykański aktor (zm. 1990)
- 18 lutego:
  - Gordon Cummins, brytyjski seryjny morderca (zm. 1942)
  - Sándor Képíró, węgierski kapitan żandarmerii, zbrodniarz wojenny (zm. 2011)
  - PeeWee King, amerykański piosenkarz country (zm. 2000)
- 19 lutego:
  - Jacques Dufilho(inne języki), francuski aktor (zm. 2005)
  - Alf Lindblad, fiński lekkoatleta, długodystansowiec (zm. 1980)
  - Adolf Molak, polski socjolog, historyk oświaty, pedagog (zm. 1975)
  - Elfryda Preiss, polska lekkoatletka (zm. 1994)
- 20 lutego:
  - Józef Batory, polski kapitan, żołnierz ZWZ-AK i WiN (zm. 1951)
  - Arnold Denker, amerykański szachista pochodzenia żydowskiego (zm. 2005)
  - Peter Rogers, brytyjski producent filmowy (zm. 2009)
- 21 lutego:
  - Ilmari Juutilainen, fiński pilot wojskowy, as myśliwski (zm. 1999)
  - Zachary Scott, amerykański aktor (zm. 1965)
- 22 lutego:
  - Tom Bush, angielski piłkarz (zm. 1969)
  - Renato Dulbecco, amerykański onkolog pochodzenia włoskiego, laureat Nagrody Nobla (zm. 2012)
  - Karl Otto Götz, niemiecki malarz (zm. 2017)
  - Edwin Kowalski, polski dyrygent, kierownik muzyczny (zm. 1992)
  - Liu Chi-Sheng, chiński pilot wojskowy, as myśliwski (zm. 1991)
- 23 lutego:
  - Piotr Bednarczyk, polski duchowny katolicki, biskup pomocniczy tarnowski (zm. 2001)
  - Theo Middelkamp, holenderski kolarz szosowy i torowy (zm. 2005)
  - Jakub Smug, polski piłkarz (zm. 2010)
  - Bernard Świerczyna, polski podporucznik (zm. 1944)
- 24 lutego – Ralph Erskine, brytyjsko-szwedzki architekt (zm. 2005)
- 26 lutego:
  - Robert Alda, amerykański aktor (zm. 1986)
  - Witold Rowicki, polski dyrygent, pedagog (zm. 1989)
- 28 lutego:
  - Élie Bayol, francuski kierowca wyścigowy (zm. 1995)
  - Jadwiga Cichocka, polska polityk, poseł na Sejm PRL (zm. 2008)
- 1 marca:
  - Bogusław Halikowski, polski pediatra (zm. 2004)
  - Helena Pancerz, Polka, Sprawiedliwa wśród Narodów Świata (zm. ?)
  - Józef Sondej, polski duchowny katolicki (zm. 2015)
  - Mauk Weber, holenderski piłkarz (zm. 1978)
- 2 marca:
  - Louis Chaillot, francuski kolarz torowy (zm. 1998)
  - Hansi Knoteck, austriacka aktorka (zm. 2014)
  - James Knox, australijski duchowny katolicki, arcybiskup Melbourne, kardynał (zm. 1983)
  - Martin Ritt, amerykański reżyser filmowy (zm. 1990)
- 3 marca:
  - Bill Hammon, australijski rugbysta (zm. 2004)
  - Asger Jorn, duński malarz, rzeźbiarz (zm. 1973)
  - Tatjana Okuniewska, rosyjska aktorka (zm. 2002)
- 4 marca – Gino Colaussi, włoski piłkarz (zm. 1991)
- 6 marca – Henryk Pietrzak, polski pilot wojskowy, as myśliwski (zm. 1990)
- 7 marca – Joseph Krautwald, niemiecki rzeźbiarz (zm. 2003)
- 8 marca:
  - Afonsinho, brazylijski piłkarz (zm. 1997)
  - Jacob Bakema, holenderski architekt (zm. 1981)
  - Jakow Zeldowicz, radziecki fizyk (zm. 1987)
- 9 marca:
  - Edward Grierson, brytyjski prozaik, dramaturg (zm. 1975)
  - Albert Conrad Ullman, amerykański polityk (zm. 1986)
- 10 marca:
  - Ernst Brugger, szwajcarski polityk, prezydent Szwajcarii (zm. 1998)
  - Tadeusz Szymański, polski polityk, poseł na Sejm PRL (zm. 1998)
- 11 marca – Álvaro del Portillo, hiszpański duchowny katolicki, biskup, prałat Opus Dei, Sługa Boży (zm. 1994)
- 12 marca – Teobaldo Depetrini, włoski piłkarz, trener (zm. 1996)
- 13 marca – Erna Orzeł, polska lekkoatletka, płotkarka i skoczkini wzwyż, trenerka (zm. 1961)
- 14 marca:
  - Anatolij Drygin, radziecki wojskowy, polityk (zm. 1990)
  - Sadik Kaceli, albański malarz (zm. 2000)
  - Jan Zdzisław Karczewski, polski entomolog (zm. 1986)
  - Fiorenzo Marini, włoski szpadzista (zm. 1991)
  - Elżbieta Osterwa, polska aktorka (zm. 1989)
  - Bill Owen, brytyjski aktor, autor piosenek (zm. 1999)
  - Janaq Paço, albański rzeźbiarz (zm. 1991)
  - Lee Petty, amerykański kierowca wyścigowy (zm. 2000)
  - Vincenzo Pinton, włoski szablista (zm. 1980)
  - Robert Pete Williams, amerykański gitarzysta i wokalista bluesowy, zabójca (zm. 1980)
  - Szalom Zisman, izraelski wojskowy, polityk (zm. 1967)
- 15 marca:
  - Helena Brodowska-Kubicz, polska historyk (zm. 2003)
  - Aniello Dellacroce, amerykański przestępca pochodzenia włoskiego (zm. 1985)
  - Bazyli (Doroszkiewicz), polski duchowny prawosławny, metropolita warszawski i całej Polski (zm. 1998)
- 16 marca:
  - Helena Bersohn-Lichtblau, polska, a następnie izraelska lekkoatletka, dyskobolka i kulomiotka (zm. 2003)
  - Arkadij Czernyszow, rosyjski piłkarz, hokeista, trener hokejowy (zm. 1992)
  - Waleria Fuksa, polska działaczka kulturalna i polonijna (zm. 2008)
- 17 marca:
  - Jerzy Pierzchała, taternik, alpinista (zm. 2002)
  - Maria Gabriella Sagheddu, włoska trapistka, błogosławiona katolicka (zm. 1939)
- 18 marca:
  - Ernest August Hanowerski, niemiecki arystokrata (zm. 1987)
  - Richard Leibler, amerykański matematyk, statystyk i kryptolog (zm. 2003)
- 19 marca:
  - Otton Beiersdorf, niemiecko-polski historyk (zm. 2006)
  - Antoni Böttcher, polski piłkarz, trener (zm. 1982)
  - Fred Clark, amerykański aktor (zm. 1968)
  - Józef Noga, polski polityk, poseł na Sejm PRL (zm. 2008)
  - Jiang Qing, chińska polityk komunistyczna (zm. 1991)
  - Stanisława Stępniówna, polska aktorka (zm. 2001)
  - Rita Vittadini, włoska gimnastyczka (zm. 2000)
- 20 marca:
  - Wendell Corey, amerykański aktor, polityk (zm. 1968)
  - Bronisław Juźków, polski inżynier rolnictwa, polityk, poseł na Sejm PRL (zm. 1982)
- 21 marca:
  - Sakae Ōba, japoński żołnierz (zm. 1992)
  - Hernán Siles Zuazo, boliwijski polityk, prezydent Boliwii (zm. 1996)
- 22 marca:
  - Sonny Burke, amerykański kompozytor jazzowy (zm. 1980)
  - William E. Miller, amerykański polityk (zm. 1983)
  - Władysław Niedoba, polski reżyser, scenarzysta i aktor teatralny, działacz społeczny i kulturalny na Zaolziu (zm. 1999)
- 23 marca – Max Stiepl, austriacki łyżwiarz szybki (zm. 1992)
- 24 marca – Krystyna Krahelska, poetka, harcerka, żołnierz Armii Krajowej; sanitariuszka, poległa w powstaniu warszawskim; jej twarz została przez Ludwikę Nitschową odwzorowana w (powstałym jeszcze przed wojną) pomniku Syreny na warszawskim Powiślu (zm. 1944)
- 25 marca:
  - Norman Borlaug, amerykański uczony norweskiego pochodzenia, laureat Nagrody Nobla (zm. 2009)
  - Daan Kagchelland, holenderski żeglarz, medalista olimpijski (zm. 1998)
- 26 marca:
  - William Westmoreland, amerykański generał (zm. 2005)
  - Bohdan Wilamowski, polski ekonomista, wykładowca akademicki, polityk, poseł do KRN, na Sejm Ustawodawczy i na Sejm PRL (zm. 1985)
- 27 marca:
  - Richard Denning, amerykański aktor (zm. 1998)
  - Stanisław Has, polski kompozytor, dyrygent (zm. 1997)
  - Budd Schulberg, amerykański scenarzysta, pisarz (zm. 2009)
- 28 marca:
  - Bohumil Hrabal, czeski pisarz (zm. 1997)
  - Jan Mulak, polski trener lekkoatletyki, twórca Wunderteam, polityk, senator RP (zm. 2005)
  - Edmund Muskie, amerykański polityk pochodzenia polskiego, sekretarz stanu (zm. 1996)
  - Clara Petrella, włoska śpiewaczka operowa (sopran) (zm. 1987)
- 29 marca – Iwan Podgornyj, radziecki generał pułkownik lotnictwa (zm. 1996)
- 30 marca:
  - Charles Green, brytyjski bobsleista (zm. 1999)
  - Sonny Boy Williamson I, amerykański muzyk bluesowy, wirtuoz harmonijki ustnej (zm. 1948)
- 31 marca:
  - Jerzy Burski, polski polityk (zm. 1979)
  - Michał Jakubik, polski generał, pilot myśliwski (zm. 1966)
  - Wincenty Kawalec, polski ekonomista, polityk, prezes GUS, minister pracy, płac i spraw socjalnych (zm. 1991)
  - Octavio Paz, meksykański poeta, eseista, krytyk literacki, dziennikarz, laureat Nagrody Nobla w dziedzinie literatury (zm. 1998)
- 1 kwietnia – Philip Yordan, amerykański aktor, scenarzysta i producent filmowy (zm. 2003)
- 2 kwietnia:
  - Zygmunt Charzyński, polski matematyk, wykładowca akademicki (zm. 2001)
  - Alec Guinness, brytyjski aktor filmowy i teatralny (zm. 2000)
  - Władysław Gurgacz, polski jezuita, uczestnik podziemia antykomunistycznego, kapelan Polskiej Podziemnej Armii Niepodległościowej (zm. 1949)
  - Stefan Jasieński, polski podporucznik, żołnierz AK, cichociemny (zm. 1945)
  - Carlos Tovar, peruwiański piłkarz (zm. 2006)
- 3 kwietnia:
  - Edmund Banasikowski, polski żołnierz AK, major, działacz społeczny (zm. 2010)
  - Kay Stammers, brytyjska tenisistka (zm. 2005)
- 4 kwietnia:
  - Ryszard Białous, polski harcmistrz, żołnierz AK, dowódca batalionu „Zośka” (zm. 1992)
  - Marguerite Duras, francuska pisarka (zm. 1996)
  - David Goodall, australijski botanik i ekolog (zm. 2018)
  - Mykoła Łemyk, ukraiński działacz nacjonalistyczny (zm. 1941)
  - Alena Mazanik, białoruska kelnerka, zamachowczyni (zm. 1996)
- 5 kwietnia:
  - Arnošt Hrad, czeski żołnierz (zm. 1938)
  - Aub Lawson, australijski żużlowiec (zm. 1977)
- 6 kwietnia:
  - Washington Beltrán, urugwajski prawnik, polityk, prezydent Urugwaju (zm. 2003)
  - Stanisław Fąfara, polski działacz komunistyczny, oficer Gwardii Ludowej (zm. 1943)
  - Arnold Mostowicz, polski pisarz, dziennikarz, tłumacz, lekarz, popularyzator nauki pochodzenia żydowskiego (zm. 2002)
- 7 kwietnia – Nikołaj Fiodorow, radziecki animator, reżyser filmów animowanych (zm. 1994)
- 8 kwietnia:
  - Wanda Falak-Zielińska, polska śpiewaczka operowa (sopran), pedagog (zm. 1986)
  - Alojzy Kluczniok, polski kompozytor, dyrygent (zm. 1962)
  - Witold Maisel, polski prawnik, historyk prawa, wykładowca akademicki (zm. 1993)
  - Maria Euthymia Üffing, niemiecka zakonnica, błogosławiona katolicka (zm. 1955)
- 9 kwietnia – Aleksanteri Saarvala, fiński gimnastyk (zm. 1989)
- 10 kwietnia:
  - Maria Banus, rumuńska pisarka, poetka, dramaturg (zm. 1999)
  - Herbert Fischer, niemiecki dyplomata, pisarz (zm. 2006)
  - Alfred Pellicer Muñoz, hiszpański franciszkanin, męczennik, błogosławiony (zm. 1936)
  - Andrzej Zbyszewski, polski pułkownik, pisarz (zm. 1994)
- 11 kwietnia:
  - Norman McLaren, kanadyjski reżyser filmów animowanych (zm. 1987)
  - Adolf Müller, szwajcarski zapaśnik (zm. 2005)
  - Leo Pinto, indyjski hokeista na trawie, trener (zm. 2010)
  - Ludwika Tarłowska, polska onkolog (zm. 2004)
- 12 kwietnia:
  - Armen Alchian, amerykański ekonomista (zm. 2013)
  - Jan van Cauwelaert, belgijski duchowny katolicki, misjonarz, biskup Inongo (zm. 2016)
  - František Mrázik, słowacki taternik, przewodnik tatrzański, narciarz i ratownik górski (zm. 2001)
  - Gilbert Taylor, brytyjski operator filmowy (zm. 2013)
- 13 kwietnia:
  - Hector Cazenave, francuski piłkarz pochodzenia urugwajskiego (zm. 1958)
  - Billie Fleming, angielska kolarka (zm. 2014)
  - Bogdan Istru, mołdawski poeta, polityk, działacz społeczny (zm. 1993)
- 14 kwietnia:
  - Luigi Brunella, włoski piłkarz, trener (zm. 1993)
  - Wilhelm Hahnemann, austriacki piłkarz, trener (zm. 1991)
  - Henryk Leśniok, polski geodeta, wykładowca akademicki (zm. 2007)
  - Cordy Milne, amerykański żużlowiec (zm. 1978)
  - Hamo Sahjan, ormiański poeta, tłumacz (zm. 1993)
  - Stanisław Sulikowski, polski lekkoatleta, sprinter, żołnierz AK, uczestnik powstania warszawskiego (zm. 1944)
  - Włodzimierz Ścibor-Rylski, polski podporucznik rezerwy kawalerii (zm. 1939)
  - Aleksiej Triosznikow, rosyjski oceanograf, badacz polarny (zm. 1991)
- 15 kwietnia:
  - Alise Dzeguze-Kļaviņa, łotewska łyżwiarka figurowa (zm. 1999)
  - Lucyna Penciak, polska pisarka, bibliotekarka (zm. 1993)
  - Janusz Zarzycki, polski generał dywizji, architekt, polityk, poseł na Sejm PRL, prezydent Warszawy, Sprawiedliwy wśród Narodów Świata (zm. 1995)
- 16 kwietnia – Sławomir Zieleniewski, polski trener lekkoatletyki (zm. 1994)
- 17 kwietnia:
  - Albert Baumler, amerykański pilot wojskowy, as myśliwski (zm. 1973)
  - Józef Burszta, polski etnolog, socjolog, historyk (zm. 1987)
  - Evelyn Furtsch, amerykańska lekkoatletka, sprinterka (zm. 2015)
  - Luigi Musina, włoski bokser (zm. 1990)
- 18 kwietnia:
  - Hajk Andreasjan, ormiański piłkarz, trener (zm. 1971)
  - Eugeniusz Matusiewicz, polski botanik (zm. 1992)
- 19 kwietnia:
  - Wiesław Lange, polski malarz, scenograf (zm. 1988)
  - Franciszek de Paula Castello y Aleu, hiszpański działacz Akcji Katolickiej, męczennik, błogosławiony katolicki (zm. 1936)
  - Ugo Poletti, włoski duchowny katolicki, arcybiskup Spoleto, wikariusz generalny Rzymu, kardynał (zm. 1997)
- 20 kwietnia – Carlo Biagi, włoski piłkarz (zm. 1986)
- 21 kwietnia:
  - Jean Goujon, francuski kolarz szosowy i torowy (zm. 1991)
  - Marceli Kot, polski major, agent wywiadu wojskowego (zm. ?)
  - Manfred Lachs, polski prawnik, dyplomata, sędzia i przewodniczący Międzynarodowego Trybunału Sprawiedliwości w Hadze (zm. 1993)
- 22 kwietnia:
  - Baldev Raj Chopra, indyjski reżyser i producent filmowy (zm. 2008)
  - Alfredo Crevenna, meksykański reżyser filmowy (zm. 1996)
- 23 kwietnia:
  - Erich Linnhoff, niemiecki lekkoatleta, sprinter (zm. 2006)
  - Jan Niewieczerzał, polski duchowny ewangelicko-reformowany, superintendent generalny Kościoła Ewangelicko-Reformowanego (zm. 1981)
- 24 kwietnia:
  - William Castle, amerykański aktor, reżyser i producent filmowy pochodzenia żydowskiego (zm. 1977)
  - Li Zuopeng, chiński dowódca wojskowy (zm. 2009)
  - Maria Wierna, polska dyplomatka (zm. 2004)
- 25 kwietnia:
  - Jewgienija Doliniuk, radziecka kołchoźnica, polityk (zm. 1990)
  - Claude Mauriac, francuski pisarz (zm. 1996)
  - Marcos Pérez Jiménez, wenezuelski wojskowy, polityk, prezydent Wenezueli (zm. 2001)
- 26 kwietnia – Bernard Malamud, amerykański pisarz, prozaik i autor sztuk teatralnych (zm. 1986)
- 27 kwietnia:
  - Shefqet Musaraj, albański pisarz, publicysta (zm. 1986)
  - Mel Walker, amerykański lekkoatleta, skoczek wzwyż (zm. 2000)
- 28 kwietnia – Sidney Weintraub, amerykański ekonomista (zm. 1983)
- 29 kwietnia:
  - Erling Evensen, norweski biegacz narciarski (zm. 1998)
  - Cal Niday, amerykański kierowca wyścigowy (zm. 1988)
- 30 kwietnia:
  - Thelma Peake, australijska lekkoatletka (zm. 1982)
  - Fred Peart, brytyjski polityk (zm. 1988)
- 1 maja:
  - Helena Dąbrowska, polska pielęgniarka, konspiratorka wojenna (zm. 2003)
  - Stanisław Depowski, polski podporucznik (zm. 1944)
  - Pierino Favalli, włoski kolarz szosowy (zm. 1986)
  - Rudolf Gellesch, niemiecki piłkarz (zm. 1990)
  - Franciszka Leszczyńska, polska pianistka, kompozytorka, autorka piosenek, pedagog (zm. 1987)
  - Pandi Stillu, albański aktor, reżyser (zm. 1970)
  - Mieczysław Wałęga, polski generał brygady, żołnierz AK, działacz emigracyjny (zm. 2009)
  - Pola Wawer, polska okulistka pochodzenia żydowskiego (zm. 1997)
- 2 maja – Jan de Looper, holenderski hokeista na trawie (zm. 1987)
- 3 maja:
  - Hubert Mohr, niemiecki pallotyn, historyk (zm. 2011)
  - Martí de Riquer, hiszpański mediewista i filolog (zm. 2013)
- 4 maja – Zijodullo Szahidi, tadżycki muzyk (zm. 1985)
- 5 maja – Tyrone Power, amerykański aktor (zm. 1958)
- 6 maja:
  - Britto, brazylijski piłkarz (zm. ?)
  - Randall Jarrell, amerykański poeta (zm. 1965)
- 7 maja:
  - Undis Blikken, norweska łyżwiarka szybka (zm. 1992)
  - Andreas Kupfer, niemiecki piłkarz (zm. 2001)
  - Sebastian (Pyłypczuk), ukraiński biskup prawosławny (zm. 1992)
- 8 maja:
  - Leroy Milton Kelly, amerykański matematyk, wykładowca akademicki (zm. 2002)
  - Janko Moder, słoweński tłumacz, redaktor, publicysta (zm. 2006)
- 9 maja:
  - Denham Fouts, amerykański celebryta, męska prostytutka (zm. 1948)
  - Carlo Maria Giulini, włoski dyrygent (zm. 2005)
  - Thanat Khoman, tajski dyplomata, polityk (zm. 2016)
  - Maria Orthwein, polska malarka, konserwator dzieł sztuki (zm. 2011)
- 10 maja:
  - Nikołaj Bannikow, radziecki polityk (zm. 2004)
  - John James, brytyjski kierowca wyścigowy (zm. 2002)
  - Helena Kurcyusz, polska architekt, urbanistka, malarka, animatorka kultury (zm. 1999)
  - Karl Sutter, niemiecki lekkoatleta, tyczkarz (zm. 2003)
- 11 maja:
  - Alberto Buccicardi, chilijski piłkarz, trener (zm. 1970)
  - Ismail Marzuki, indonezyjski muzyk, kompozytor, poeta (zm. 1958)
  - Jaroslav Švarc, czeski plutonowy, cichociemny (zm. 1942)
  - Haroun Tazieff, francuski geolog, wulkanolog pochodzenia tatarsko-polskiego (zm. 1998)
- 12 maja – Bertus Aafjes, holenderski pisarz (zm. 1993)
- 13 maja:
  - Reizl Bozyk, polsko-amerykańska aktorka pochodzenia żydowskiego (zm. 1993)
  - Alfred Dahlqvist, szwedzki biegacz narciarski (zm. 1983)
  - Joe Louis, amerykański bokser (zm. 1981)
  - Gregor von Rezzori, austriacki pisarz, dziennikarz (zm. 1998)
- 14 maja – Teodor Ojzerman, radziecki i rosyjski historyk filozofii (zm. 2017)
- 15 maja:
  - Botir Boboyev, sowiecki wojskowy, Bohater Związku Radzieckiego (zm. 1984)
  - Oscar Casanovas, argentyński bokser (zm. 1987)
  - Tenzing Norgay, nepalski himalaista, który wraz z Edmundem Hillarym dokonał pierwszego wejścia na Mount Everest (zm. 1986)
  - Jan Wosiński, polski duchowny katolicki, biskup pomocniczy i administrator apostolski diecezji płockiej (zm. 1996)
- 16 maja:
  - Helena Filipionek, polska pedagog, łączniczka AK (zm. 2009)
  - Edward Hall, amerykański etnolog (zm. 2009)
  - Jan Lembas, polski polityk, poseł na Sejm PRL, przewodniczący Prezydium WRN województwa zielonogórskiego, wojewoda zielonogórski (zm. 2000)
- 18 maja:
  - Ałła Bajanowa, radziecka i rosyjska piosenkarka (zm. 2011)
  - Emmanuel de Graffenried, szwajcarski kierowca wyścigowy (zm. 2007)
- 19 maja:
  - Václav Mottl, czechosłowacki kajakarz, kanadyjkarz (zm. 1982)
  - Max Perutz, brytyjski biochemik, krystalograf pochodzenia austriackiego, laureat Nagrody Nobla (zm. 2002)
- 20 maja:
  - Corneliu Coposu, rumuński polityk (zm. 1995)
  - Hideko Maehata, japońska pływaczka (zm. 1995)
- 21 maja:
  - Kazimierz Antonowicz, polski fizyk, wykładowca akademicki (zm. 2003)
  - Romain Gary, francuski pisarz, reżyser i scenarzysta filmowy, dyplomata pochodzenia żydowskiego (zm. 1980)
  - Sabina Nowicka, polska prawnik, dyrektor teatrów (zm. 2006)
- 22 maja:
  - Lipman Bers, amerykański matematyk, wykładowca akademicki pochodzenia łotewskiego (zm. 1993)
  - Ernst de Jonge, holenderski wioślarz i olimpijczyk (zm. 1944)
  - Helena Jamontt, polska prawniczka, działaczka Falangi, żołnierz AK, uczestniczka powstania warszawskiego (zm. 1944)
  - Nikołaj Makarow, radziecki konstruktor broni strzeleckiej (zm. 1988)
  - Helena Michalik, polska superstulatka, najstarsza żyjąca Polka (zm. 2024)
  - Puck Oversloot, holenderska pływaczka (zm. 2009)
  - Vance Packard, amerykański dziennikarz, krytyk społeczeństwa (zm. 1996)
  - Adolf Pilch, polski major, żołnierz AK (zm. 2000)
  - Sun Ra, amerykański pianista jazzowy, kompozytor (zm. 1993)
  - Edward A. Thompson, brytyjski historyk, wykładowca akademicki pochodzenia irlandzkiego (zm. 1994)
- 23 maja:
  - Konstantin Buszujew, rosyjski specjalista techniki rakietowej (zm. 1978)
  - Daaf Drok, holenderski piłkarz (zm. 2002)
  - Jan Garlicki, polski prawnik, archiwista, wiceprezydent Krakowa (zm. 1989)
  - Władysław Kołek, polski inżynier elektryk, wykładowca akademicki (zm. 1992)
  - Nora Szczepańska, polska pisarka, poetka, autorka literatury dziecięcej i młodzieżowej (zm. 2004)
- 24 maja:
  - Erwin Nyc, polski piłkarz, trener (zm. 1988)
  - Lilli Palmer, niemiecka aktorka pochodzenia żydowskiego (zm. 1986)
  - Kazimierz Rutkowski, polski podpułkownik pilot, as myśliwski (zm. 1995)
  - George Tabori, węgierski dramaturg, reżyser teatralny pochodzenia żydowskiego (zm. 2007)
- 25 maja – Michaił Biezuch, radziecki generał major lotnictwa (zm. 1971)
- 26 maja:
  - Irmã Dulce, brazylijska zakonnica, święta katolicka (zm. 1992)
  - Anna Jachnina, polska reporterka radiowa (zm. 1996)
  - Leon Więckiewicz, polski duchowny katolicki, Sługa Boży (zm. 1944)
- 27 maja:
  - Bohdan Arct, polski pilot myśliwski, pisarz (zm. 1973)
  - Frederick Erroll, brytyjski arystokrata, polityk (zm. 2000)
  - Bogusław Leśnodorski, polski prawnik, historyk prawa (zm. 1985)
  - Renzo Nostini, włoski szablista, florecista, działacz sportowy (zm. 2005)
- 29 maja:
  - Georges Putmans, belgijski piłkarz (zm. 1989)
  - Iwan Rohacz, ukraiński dziennikarz, działacz młodzieżowy i polityczny na Zakarpaciu (zm. 1942)
- 30 maja:
  - Sergej Kraigher, słoweński i jugosłowiański polityk, prezydent Jugosławii (zm. 2001)
  - Jarosław Śmigielski, polski koszykarz (zm. 2002)
- 31 maja – Akira Ifukube, japoński kompozytor (zm. 2006)
- 1 czerwca – Czesław Cyraniak, polski bokser (zm. 1939)
- 2 czerwca:
  - Tadeusz Nowak, polski porucznik pilot (zm. 1941)
  - Teodora Żukowska, polska urzędniczka o austriackich korzeniach, agentka kontrwywiadu AK (zm. 1993)
- 3 czerwca:
  - Karel Kaers, belgijski kolarz szosowy i torowy (zm. 1972)
  - Harry Pitt, brytyjski matematyk (zm. 2005)
- 4 czerwca – Edward Czech, polski żołnierz ZWZ-POZ-AK, rentgenolog (zm. 1984)
- 5 czerwca:
  - Rose Hill, brytyjska aktorka, śpiewaczka operowa (sopran) (zm. 2003)
  - Jan Zawartka, polski chirurg (zm. 1976)
- 6 czerwca – Antonina Gordon-Górecka, polska aktorka (zm. 1993)
- 7 czerwca:
  - Khwaja Ahmad Abbas, indyjski pisarz, reżyser, producent i scenarzysta filmowy (zm. 1987)
  - Florian Grzechowiak, polski koszykarz, trener (zm. 1972)
- 8 czerwca – Anna Górska, polska architekt, plastyczka (zm. 2002)
- 9 czerwca – Flora Bieńkowska, polska pisarka, poetka, dramatopisarka (zm. 1990)
- 10 czerwca:
  - Wanda Hanusowa, polska fizyk teoretyk (zm. 1973)
  - Henryk Tomaszewski, polski grafik, rysownik, twórca plakatów i ilustracji (zm. 2005)
- 11 czerwca – Asa Dogura, japońska lekkoatletka, sprinterka (zm. 2008)
- 12 czerwca:
  - Max Allon, izraelski przedsiębiorca, malarz, dyplomata (zm. 2003)
  - Wu Qingyuan, japoński gracz go pochodzenia chińskiego (zm. 2014)
- 13 czerwca – Nikołaj Aleksiejew, radziecki marszałek wojsk łączności (zm. 1980)
- 14 czerwca:
  - Gisèle Casadesus, francuska aktorka (zm. 2017)
  - Anna Maria Ortese, włoska pisarka, poetka, reportażystka (zm. 1998)
  - Henry Tiller, norweski bokser (zm. 1999)
  - Paulina Włodawer, polska biochemik, profesor (zm. 2006)
- 15 czerwca:
  - Jurij Andropow, radziecki polityk, dyplomata, szef KGB, sekretarz generalny KC KPZR, przewodniczący Prezydium Rady Najwyższej ZSRR (zm. 1984)
  - Saul Steinberg, amerykański grafik, karykaturzysta pochodzenia rumuńsko-żydowskiego (zm. 1999)
- 16 czerwca:
  - Louis Gabrillargues, francuski piłkarz, trener (zm. 1994)
  - Czesław Szachnitowski, polski artysta malarz (zm. 2015)
- 17 czerwca:
  - John Hersey, amerykański pisarz, publicysta (zm. 1993)
  - Julián Marías Aguilera, hiszpański filozof katolicki (zm. 2005)
  - Kenneth Setton, amerykański historyk (zm. 1995)
  - John Van Alphen, belgijski piłkarz (zm. 1961)
- 18 czerwca:
  - John Hardon, amerykański jezuita, Sługa Boży (zm. 2000)
  - Efrain Huerta, meksykański poeta, krytyk filmowy, dziennikarz, publicysta (zm. 1982)
  - E.G. Marshall, amerykański aktor (zm. 1998)
  - Henryk Rutkowski, polski polityk, poseł na Sejm PRL (zm. 1993)
  - Rafael Scharf, polsko-brytyjski dziennikarz pochodzenia żydowskiego (zm. 2003)
  - Xie Tian(inne języki), chiński reżyser filmowy, aktor (zm. 2003)
- 19 czerwca:
  - Stefan Duba-Dębski, polski tłumacz, felietonista, dziennikarz (zm. 1977)
  - Morgan Morgan-Giles, brytyjski admirał, polityk (zm. 2013)
  - Bror Rexed, szwedzki neurolog, neuroanatom (zm. 2002)
- 20 czerwca:
  - Albrecht Brandi, niemiecki dowódca okrętów podwodnych (zm. 1966)
  - Jan Grzegorzewski, polski malarz, rzeźbiarz, grafik (zm. 2008)
- 21 czerwca:
  - Adam Gołębiowski, polsko-brytyjski chirurg (zm. 1998)
  - William Vickrey, amerykański ekonomista pochodzenia kanadyjskiego, laureat Nagrody Banku Szwecji im. Alfreda Nobla w dziedzinie ekonomii (zm. 1996)
- 23 czerwca:
  - John Kent, kanadyjski pilot wojskowy, as myśliwski (zm. 1985)
  - Luis Ignacio de la Vega, meksykański koszykarz (zm. 1974)
- 24 czerwca:
  - Jan Karski, historyk, prawnik i dyplomata, kurier i emisariusz władz Polskiego Państwa Podziemnego, świadek Holocaustu (zm. 2000)
  - Ignace de La Potterie, belgijski jezuita, teolog, biblista (zm. 2003)
  - Myrosław Lubacziwski (ukr. Миросла́в Іва́н Любачі́вський), ukraiński duchowny katolicki, arcybiskup lwowski, kardynał (zm. 2000)
- 25 czerwca:
  - Janusz Minkiewicz, polski satyryk, tłumacz (zm. 1981)
  - Mavis Pugh, brytyjska aktorka komediowa (zm. 2006)
- 26 czerwca – Rudolf Schmid, niemiecki duchowny katolicki, biskup Augsburga (zm. 2012)
- 27 czerwca:
  - Giorgio Almirante, włoski działacz faszystowski, polityk (zm. 1988)
  - Youhannan Semaan Issayi, irański duchowny katolicki obrządku chaldejskiego, arcybiskup teherański (zm. 1999)
- 28 czerwca:
  - Gyula Cseszneky, węgierski poeta, tłumacz, polityk (zm. po 1956)
  - Barat Şəkinskaya, azerska aktorka (zm. 1999)
- 29 czerwca – Jerzy Rawicz, polski pisarz, publicysta, tłumacz (zm. 1980)
- 30 czerwca:
  - Kurt Baluses, niemiecki piłkarz, trener (zm. 1972)
  - Francisco da Costa Gomes, portugalski generał, polityk, prezydent Portugalii (zm. 2001)
  - Władimir Czełomiej, radziecki inżynier, konstruktor maszyn, rakiet balistycznych i kosmicznych (zm. 1984)
- 1 lipca:
  - Ahmad Hasan al-Bakr, iracki pułkownik, polityk, premier i prezydent Iraku (zm. 1982)
  - Christl Cranz, niemiecka narciarka alpejska (zm. 2004)
- 2 lipca:
  - Alojs Andricki, serbołużycki duchowny katolicki, męczennik, błogosławiony (zm. 1943)
  - Erich Topp, niemiecki oficer marynarki wojennej (zm. 2005)
- 3 lipca:
  - George Bruns, amerykański kompozytor (zm. 1983)
  - Heinz Ditgens, niemiecki piłkarz, trener (zm. 1998)
  - Don Haggerty, amerykański aktor (zm. 1988)
  - Buddy Rosar, amerykański baseballista (zm. 1994)
  - Carl Scarborough, amerykański kierowca wyścigowy (zm. 1953)
- 4 lipca:
  - Nuccio Bertone(inne języki), włoski projektant samochodów (zm. 1997)
  - Józef Drzazga, polski duchowny katolicki, biskup warmiński (zm. 1978)
  - Mary Wills, amerykańska kostiumograf (zm. 1997)
- 5 lipca:
  - Konrad Bartoszewski, polski pisarz, porucznik AK (zm. 1987)
  - Jicchak Refa’el, izraelski literaturoznawca, polityk (zm. 1999)
- 6 lipca:
  - Henryk Holder, polski pułkownik, naczelny prokurator wojskowy pochodzenia żydowskiego (zm. 1980)
  - Ernest Kirkendall, amerykański chemik, metalurg (zm. 2005)
  - Vincent James McMahon, amerykański promotor wrestlingu (zm. 1984)
- 7 lipca – Kazimierz Sławiński, polski porucznik pilot, pisarz, publicysta (zm. 1985)
- 8 lipca:
  - Billy Eckstine, amerykański muzyk i wokalista jazzowy (zm. 1993)
  - Sándor Tátrai, węgierski piłkarz, trener (zm. 1970)
  - François Vignole, francuski narciarz alpejski (zm. 1992)
- 9 lipca:
  - Tadeusz Papier, polski prozaik, publicysta i reportażysta (zm. 1991)
  - Renata Radojewska, polska aktorka (zm. 1985)
  - Willi Stoph, polityk NRD, jeden z najdłużej urzędujących premierów państwa europejskiego (zm. 1999)
- 10 lipca:
  - Franciszek Michalik, polski działacz kupiecki i rzemieślniczy, polityk, poseł na Sejm PRL (zm. 1999)
  - Thein Pe Myint, birmański pisarz, dziennikarz, polityk (zm. 1978)
  - Stefan Parnicki-Pudełko, polski historyk, archeolog (zm. 1994)
  - Joe Shuster, amerykańsko-kanadyjski rysownik komiksów pochodzenia żydowskiego (zm. 1992)
- 11 lipca:
  - Anatolij Błatow, radziecki polityk, działacz partyjny i dyplomata (zm. 1988)
  - Sven Fahlman, szwedzki szpadzista (zm. 2003)
  - Aníbal Troilo, argentyński kompozytor i muzyk tanga (zm. 1975)
- 13 lipca:
  - Sam Hanks, amerykański kierowca wyścigowy (zm. 1994)
  - Franz von Werra, niemiecki pilot wojskowy, as myśliwski (zm. 1941)
- 14 lipca:
  - Kenneth Bancroft Clark, amerykański psycholog, działacz na rzecz zniesienia segregacji rasowej (zm. 2005)
  - George Putnam, amerykański dziennikarz (zm. 2008)
  - Luisa Tanzini, włoska gimnastyczka (zm. ?)
  - Grzegorz Zwykielski, polski chirurg (zm. 1984)
- 15 lipca:
  - Birabongse Bhanutej Bhanubandh, tajski kierowca wyścigowy (zm. 1985)
  - Bolesław Jackiewicz, polski major, polityk, poseł na Sejm PRL (zm. 1982)
  - Josef Miner, niemiecki bokser (zm. 1944)
  - Czesław Twardzik, polski poeta, polityk (zm. 1979)
- 16 lipca:
  - Herbert Nürnberg, niemiecki bokser (zm. 1995)
  - Antonín Sochor, czechosłowacki wojskowy (zm. 1950)
- 17 lipca:
  - Umberto Branchini, włoski menedżer bokserski (zm. 1997)
  - Danuta Kaczorowska, polska pediatra, działaczka społeczna i polityczna (zm. 2017)
  - Jorge Salas Chávez, argentyński żeglarz sportowy (zm. 1992)
  - Czesław Sobieraj, polski kajakarz (zm. 1985)
  - Eleanor Steber, amerykańska śpiewaczka operowa (sopran) (zm. 1990)
- 18 lipca:
  - Oscar Ågren, szwedzki bokser (zm. 1992)
  - Gino Bartali, włoski kolarz szosowy, dwukrotny zwycięzca Tour de France i trzykrotny Giro d’Italia (zm. 2000)
  - Jo Cals, holenderski prawnik, polityk, premier Holandii (zm. 1971)
  - Oscar Heisserer, francuski piłkarz, trener (zm. 2004)
  - Matthew Robinson, amerykański lekkoatleta, sprinter (zm. 2000)
- 19 lipca:
  - Grzegorz Aleksandrowicz, polski dziennikarz i działacz sportowy, sędzia piłkarski (zm. 1985)
  - Roman Paszkowski, polski generał broni pilot (zm. 1998)
  - César Povolny, francuski piłkarz pochodzenia polskiego (zm. ?)
- 20 lipca:
  - Roman Sadowski, polski poeta, satyryk (zm. 1979)
  - Ersilio Tonini, włoski duchowny katolicki, arcybiskup Rawenny, kardynał (zm. 2013)
  - Hana Zelinová, słowacka poetka, pisarka, dramaturg, autorka książek dla dzieci i młodzieży (zm. 2004)
- 21 lipca:
  - Philippe Ariès, francuski historyk (zm. 1984)
  - Suso Cecchi D’Amico, włoska scenarzystka filmowa (zm. 2010)
  - Aleksander Kreek, estoński lekkoatleta, kulomiot (zm. 1977)
  - Stanisław Albrecht Radziwiłł, polski dyplomata, przedsiębiorca (zm. 1976)
  - Zdzisław Szymański, polski aktor (zm. 1986)
  - Włodzimierz Zajączkowski, polski turkolog pochodzenia karaimskiego (zm. 1982)
- 22 lipca:
  - Hortensia Bussi, chilijska pierwsza dama (zm. 2009)
  - Eryk Tatuś, polski piłkarz (zm. 1985)
- 23 lipca:
  - Adolf Dygacz, polski etnograf, muzykolog (zm. 2004)
  - Carl Foreman, amerykański scenarzysta i producent filmowy pochodzenia żydowskiego (zm. 1984)
  - Reidar Kvammen, norweski piłkarz, trener (zm. 1998)
  - Anna Morkisz, polska nauczycielka, działaczka ruchu oporu (zm. 1962)
  - Alf Prøysen, norweski pisarz, muzyk (zm. 1970)
- 24 lipca:
  - Frances Oldham Kelsey, kanadyjska uczona, farmakolog i lekarka (zm. 2015)
  - Frank Silvera, amerykański aktor, reżyser teatralny, producent filmowy, pedagog (zm. 1970)
- 25 lipca – Woody Strode, amerykański aktor (zm. 1994)
- 26 lipca:
  - Franz Bistricky, austriacki piłkarz ręczny (zm. 1975)
  - Cecil Farris Bryant, amerykański polityk (zm. 2002)
  - Marcin Ciężarek, polski polityk, poseł na Sejm PRL (zm. 2010)
  - Juan Francisco Fresno Larrain, chilijski duchowny katolicki, arcybiskup La Serena i Santiago, kardynał (zm. 2004)
  - Neli Morawicka-Rudnicka, polska malarka (zm. 1997)
- 27 lipca – Giuseppe Baldo, włoski piłkarz (zm. 2007)
- 28 lipca – Carmen Dragon, amerykański dyrygent, kompozytor, aranżer (zm. 1984)
- 29 lipca:
  - Irwin Corey, amerykański aktor, komik (zm. 2017)
  - Jerzy Bichniewicz, polski podporucznik saperów, cichociemny (zm. 1942)
  - Alojzy Novarese, włoski ksiądz katolicki, błogosławiony (zm. 1984)
- 30 lipca – Michael Killanin, irlandzki dziennikarz, działacz sportowy, prezydent MKOI (zm. 1999)
- 31 lipca:
  - Raymond Aubrac, francuski pilot wojskowy, działacz ruchu oporu (zm. 2012)
  - Mario Bava, włoski reżyser filmowy (zm. 1980)
  - Louis de Funès, francuski komik (zm. 1983)
  - Ignacy Jeż, polski duchowny katolicki, biskup koszalińsko-kołobrzeski, kardynał (zm. 2007)
  - Włodzimierz Kwaskowski, polski aktor (zm. 1990)
- 1 sierpnia:
  - Grigol Abaszydze, gruziński prozaik, poeta (zm. 1994)
  - Chuck Keehne, amerykański kostiumograf (zm. 2001)
  - Stefan Kryński, polski lekarz, mikrobiolog (zm. 2009)
  - John Lee Thompson, brytyjski reżyser filmowy (zm. 2002)
  - Bruno Visentini, włoski prawnik, polityk (zm. 1995)
  - Zheng Tianxiang, chiński polityk (zm. 2013)
- 2 sierpnia:
  - Stanisław Hartman, polski matematyk zajmujący się analizą harmoniczną, współtwórca wrocławskiej szkoły matematycznej, członek założyciel Towarzystwa Kursów Naukowych, współpracownik KOR (zm. 1992)
  - Mieczysław Kaźmierczak, polski plutonowy pilot (zm. 1939)
  - Jerzy Litwiniszyn, polski inżynier górniczy (zm. 2000)
  - Mustafa Mansur, egipski piłkarz, polityk (zm. 2002)
  - Kamel Masoud, egipski piłkarz (zm. ?)
  - Sueo Ōe, japoński lekkoatleta, tyczkarz, żołnierz (zm. 1941)
  - Ilja Pokorski, radziecki polityk (zm. 1990)
  - Beatrice Straight, amerykańska aktorka (zm. 2001)
- 3 sierpnia:
  - Aristides Leão, brazylijski biolog (zm. 1993)
  - Anna Maria Rayske, polska opiekunka społeczna, działaczka ruchu oporu (zm. 1944)[2][3]
- 4 sierpnia – Adrien Rommel, francuski florecista (zm. 1963)
- 5 sierpnia:
  - Bolesław Bączyński, polski operator, reżyser i scenarzysta filmowy (zm. 1989)
  - Lydia Lamaison, argentyńska aktorka (zm. 2012)
  - Zbigniew Węglarz, polski komandor podporucznik (zm. 2007)
- 6 sierpnia – Tullio Pandolfini, włoski piłkarz (zm. 1999)
- 7 sierpnia – Jean Carmignac, francuski prezbiter katolicki, biblista, qumranolog (zm. 1986)
- 8 sierpnia – Tadeusz Dulny, polski kleryk, błogosławiony (zm. 1942)
- 9 sierpnia:
  - Ferenc Fricsay, węgierski dyrygent (zm. 1963)
  - Tove Jansson, fińska pisarka pisząca po szwedzku, malarka, ilustratorka, rysowniczka (zm. 2001)
  - Ivan Jazbinšek, chorwacki piłkarz (zm. 1996)
  - Joe Mercer, angielski piłkarz, trener (zm. 1990)
  - Ludwik Piosicki, polski malarz, grafik, ekslibrista (zm. 2010)
  - Börje Thomasson, szwedzki lekkoatleta, sprinter (zm. 2005)
- 10 sierpnia:
  - Ken Annakin, brytyjski reżyser filmowy (zm. 2009)
  - Wanda Bacewicz, polska pisarka, poetka, dziennikarka (zm. 2011)
  - Jeff Corey(inne języki), amerykański aktor (zm. 2002)
  - Witold Małcużyński, polski pianista, członek jury Międzynarodowego Konkursu Pianistycznego im. Fryderyka Chopina w Warszawie (zm. 1977)
- 11 sierpnia:
  - Ġużè Chetcuti, maltański poeta (zm. 2006)
  - Guro Gjellestad, norweska astrofizyczka (zm. 1972)
  - Edward Madejski, polski piłkarz, bramkarz (zm. 1996)
  - José Silva, amerykański parapsycholog-samouk (zm. 1999)
- 12 sierpnia:
  - Tadeusz Cygler, polski aktor (zm. 1987)
  - Aleksander Rejman, polski pomolog (zm. 2005)
- 13 sierpnia – Luis Mariano, francuski śpiewak operetkowy (tenor), aktor narodowości baskijskiej (zm. 1970)
- 14 sierpnia:
  - Halina Bielińska, polska reżyserka filmowa, ilustratorka książek dla dzieci (zm. 1989)
  - Roman Łysko, ukraiński duchowny greckokatolicki, męczennik, błogosławiony katolicki (zm. 1949)
- 15 sierpnia:
  - Hubert Gad, polski piłkarz (zm. 1939)
  - Janina Ipohorska, polska malarka, dziennikarka (zm. 1981)
  - Paul Rand, amerykański grafik, projektant (zm. 1996)
- 16 sierpnia – Pawieł Kutachow, radziecki marszałek lotnictwa (zm. 1984)
- 17 sierpnia:
  - Aleksander Chudek, polski chorąży pilot, as myśliwski (zm. 1944)
  - Franklin Delano Roosevelt Jr., amerykański polityk (zm. 1988)
  - Feliks Róg-Mazurek, polski podpułkownik, prawnik, socjolog, bibliotekarz (zm. 1971)
- 18 sierpnia:
  - Włodzimierz Łomski, polski podporucznik pilot (zm. 1939)
  - Ryszard Matuszewski, polski eseista, krytyk literacki, autor podręczników szkolnych, tłumacz (zm. 2010)
- 19 sierpnia:
  - Lajos Baróti, węgierski trener piłkarski (zm. 2005)
  - Maurice Bourgès-Maunoury, francuski polityk, premier Francji (zm. 1993)
  - Boris Diożkin, rosyjski twórca filmów animowanych (zm. 1992)
  - Gaston Godel, szwajcarski lekkoatleta, chodziarz (zm. 2004)
  - Fumio Hayasaka, japoński kompozytor (zm. 1955)
  - Józef Makowski, polski malarz, rzeźbiarz (zm. 1997)
  - Raymond Marcellin, francuski polityk (zm. 2004)
- 20 sierpnia – Sven Bergqvist, szwedzki hokeista, piłkarz (zm. 1996)
- 21 sierpnia – Konstantin Pietuchow, radziecki polityk (zm. 1981)
- 22 sierpnia:
  - Antoni Adamowicz, polski prawnik, urzędnik samorządowy i państwowy pochodzenia żydowskiego (zm. 1998)
  - Werner Grundahl, duński kolarz szosowy i torowy (zm. 1952)
  - Gurgen Hajrapetian, radziecki podpułkownik (zm. 1998)
  - Nguyên Phúc Bŭ’u Lôc, wietnamski dyplomata, polityk, premier Wietnamu Południowego (zm. 1990)
  - Bronisław Zieliński, polski tłumacz (zm. 1985)
- 23 sierpnia:
  - Anna Kornecka, polska agrotechnik, działaczka sportowa (zm. 2017)
  - Lars Lundström, szwedzki żeglarz, olimpijczyk (zm. 1982)
  - Lew Ozierow, rosyjski poeta, krytyk literacki, tłumacz pochodzenia żydowskiego (zm. 1996)
- 24 sierpnia:
  - Rolf Holmberg, norweski piłkarz (zm. 1979)
  - Antoni Szymanowski, polski historyk, dyplomata (zm. 1985)
- 25 sierpnia:
  - Dimitrijus Gelpernas, litewski redaktor pochodzenia żydowskiego, przywódca ruchu oporu w kowieńskim getcie (zm. 1998)
  - Ludwik Józef Gomolec, polski filozof, historyk, regionalista, działacz społeczny (zm. 1996)
  - Halina Jasnorzewska, polska aktorka (zm. 1997)
  - Lajos Tóth, węgierski gimnastyk (zm. 1984)
- 26 sierpnia:
  - Julio Cortázar, argentyński pisarz (zm. 1984)
  - Fazil Hüsnü Daglarca, turecki prozaik, poeta (zm. 2008)
  - Witold Zacharewicz, polski aktor (zm. 1943)
- 27 sierpnia:
  - Jerzy Ignatowicz, polski prawnik, wykładowca akademicki (zm. 1997)
  - Paweł Łysek, polski pisarz, etnograf emigracyjny i żołnierz (zm. 1978)
  - Jan Włoch, polski kleryk, męczennik, Sługa Boży (zm. 1940)
- 28 sierpnia:
  - Josep Escolà, kataloński piłkarz, trener i sędzia piłkarski (zm. 1998)
  - Per Gedda, szwedzki żeglarz, medalista olimpijski (zm. 2005)
  - Arne Hovde, norweski skoczek narciarski (zm. 1936)
  - Ludwik René, polski reżyser teatralny i telewizyjny (zm. 1999)
  - Leon Zawadowski, polski językoznawca, teoretyk języka (zm. 2014)
- 29 sierpnia:
  - Józef Czerniawski, polski aktor (zm. 1993)
  - John Guise, papuański polityk, gubernator generalny Papui-Nowej Gwinei (zm. 1991)
  - Witold Szmuljan, radziecki matematyk, wykładowca akademicki pochodzenia żydowskiego (zm. 1944)
  - Bernard Vonnegut, amerykański fizyk atmosfery (zm. 1997)
- 30 sierpnia – Sydney Wooderson, brytyjski lekkoatleta, średnio- i długodystansowiec (zm. 2006)
- 31 sierpnia:
  - Richard Basehart, amerykański aktor (zm. 1984)
  - Franz Rosenthal, niemiecko-amerykański orientalista (zm. 2003)
  - Alfredo Varelli, włoski aktor (zm. 1996)
- 1 września:
  - Maitreyi Devi, indyjska poetka, pisarka (zm. 1989)
  - Zofia Grzesiak, polska pisarka pochodzenia żydowskiego (zm. 2004)
  - Stefan Niedzielak, polski duchowny katolicki, kapelan Rodziny Katyńskiej (zm. 1989)
  - Krystyna Żywulska, polska pisarka, felietonistka, autorka tekstów piosenek, graficzka pochodzenia żydowskiego (zm. 1992)
- 2 września:
  - George Brown, brytyjski polityk (zm. 1985)
  - Stefania Grodzieńska, polska pisarka, satyryk, aktorka (zm. 2010)
- 3 września:
  - Jimmy Delaney, szkocki piłkarz (zm. 1989)
  - Stefan Lichański, polski eseista, krytyk literacki (zm. 1983)
  - Iwan Pieriewierziew, rosyjski aktor (zm. 1978)
- 4 września – Włodzimierz Gutekunst, polski karnista, profesor nauk prawnych (zm. 1979)
- 5 września:
  - Leokadia Halicka-Warman, polska aktorka, tancerka (zm. 2001)
  - Nicanor Parra, chilijski matematyk, poeta (zm. 2018)
- 6 września:
  - Tadeusz Danowski, amerykański lekarz pochodzenia polskiego (zm. 1987)
  - Adolf Kita, polski prawnik, dyplomata, polityk, poseł na Sejm PRL (zm. 2003)
  - Hieronim Łagoda, polski kapitan, cichociemny (zm. 1945)
  - Franciszek Paciorek, polski duchowny katolicki (zm. 1943)
  - Jakym Sowenko, radziecki major (zm. 1945)
  - Bogdan Šuput, serbski malarz (zm. 1942)
- 7 września:
  - Lída Baarová, czeska aktorka (zm. 2000)
  - James Van Allen, amerykański fizyk (zm. 2006)
- 8 września:
  - Hillary Brooke, amerykańska aktorka (zm. 1999)
  - Dymitr I, grecki duchowny prawosławny, ekumeniczny patriarcha Konstantynopola (zm. 1991)
- 9 września:
  - Józef Teliga, polski pułkownik, żołnierz AK, działacz społeczny, polityk (zm. 2007)
  - Walenty Wójcik, polski duchowny katolicki, biskup pomocniczy sandomierski (zm. 1990)
- 10 września – Robert Wise, amerykański reżyser i montażysta filmowy (zm. 2005)
- 11 września:
  - Mária Medvecká, słowacka artystka malarka (zm. 1987)
  - Paweł, patriarcha Serbskiego Kościoła Prawosławnego (zm. 2009)
- 12 września:
  - Benedykt Dytrych, polski podpułkownik dyplomowany, historyk emigracyjny (zm. 1995)
  - Eddy Howard, amerykański piosenkarz (zm. 1963)
  - Desmond Llewelyn, walijski aktor (zm. 1999)
  - Edward O’Brien, amerykański lekkoatleta, sprinter (zm. 1976)
  - Jerzy Popko, polski nauczyciel, polityk, poseł na Sejm PRL, minister leśnictwa i przemysłu drzewnego (zm. 1975)
  - Zofia Zemanek, polska pedagog, polityk, poseł na Sejm PRL (zm. 1987)
  - Janusz Żurakowski, polski podpułkownik pilot (zm. 2004)
- 13 września:
  - Bolesław Habowski, polski piłkarz (zm. 1979)
  - Paolo Mosconi, włoski duchowny katolicki, arcybiskup, nuncjusz apostolski (zm. 1981)
- 14 września:
  - Manlio Di Rosa, włoski florecista (zm. 1989)
  - Pietro Germi, włoski aktor, reżyser i scenarzysta filmowy (zm. 1974)
  - Clayton Moore, amerykański aktor (zm. 1999)
  - Michał Spisak, polski kompozytor (zm. 1965)
- 15 września:
  - Creighton Abrams, amerykański generał (zm. 1974)
  - Adolfo Bioy Casares, argentyński pisarz (zm. 1999)
  - Tadeusz Fuss-Kaden, polski malarz (zm. 1985)
  - Jens Otto Krag, duński polityk, premier Danii (zm. 1978)
- 16 września:
  - Tadeusz Kobyliński, polski porucznik, cichociemny (zm. 1961)
  - Mieczysław Orzeł, polski kapitan, szef sztabu Batalionów Chłopskich (zm. 1980)
  - Josef Peters, niemiecki kierowca wyścigowy (zm. 2001)
- 17 września – William Grut, szwedzki pięcioboista nowoczesny (zm. 2012)
- 18 września:
  - Walter Behrendt, niemiecki polityk, przewodniczący Parlamentu Europejskiego (zm. 1997)
  - Jack Cardiff, brytyjski reżyser i operator filmowy (zm. 2009)
  - Wiktor Griszyn, radziecki polityk (zm. 1992)
  - Léon Mart, luksemburski piłkarz (zm. 1984)
- 19 września:
  - Fiodor Artiemjew, radziecki podpułkownik (zm. 1992)
  - Alphonzo Bell, amerykański polityk (zm. 2004)
  - Mieczysław Łomowski, polski lekkoatleta, dyskobol i kulomiot (zm. 1969)
  - Rogers Morton, amerykański polityk (zm. 1979)
- 20 września:
  - Marcel Kint, belgijski kolarz szosowy i torowy (zm. 2002)
  - Kenneth More, brytyjski aktor (zm. 1982)
- 21 września:
  - John Kluge, amerykański potentat mediowy pochodzenia niemieckiego (zm. 2010)
  - Karel Kolsky, czeski piłkarz, trener (zm. 1984)
  - Akira Matsunaga, japoński piłkarz, żołnierz (zm. 1943)
  - Slam Stewart, amerykański basista jazzowy (zm. 1987)
  - Wacław Zadroziński, polski aktor, konferansjer (zm. 1979)
- 22 września – Andrzej Skubisz, polski śpiewak, aktor (zm. 1978)
- 23 września:
  - Siergiej Bamburow, radziecki podpułkownik (zm. 1945)
  - Franciszek Rzeźniczak, polski muzyk, kapelmistrz, kompozytor (zm. 1991)
  - Omar Ali Saifuddien III, sułtan Brunei (zm. 1986)
  - Leonard Turkowski, polski nauczyciel, poeta, prozaik, dziennikarz, bibliofil (zm. 1985)
- 24 września:
  - John Kerr, australijski prawnik, polityk, gubernator generalny Australii (zm. 1991)
  - Jiří Kolář, czeski poeta, dramaturg, teoretyk literatury, tłumacz, plastyk (zm. 2002)
  - Andrzej Panufnik, polski kompozytor i dyrygent (zm. 1991)
  - Margarethe Weikert, austriacka narciarka alpejska
  - Harry Winter, niemiecko-austriacki piosenkarz (zm. 2001)
- 25 września:
  - Jan Górak, polski prawnik, historyk sztuki, wykładowca akademicki (zm. 2005)
  - Siemion Morozow, radziecki nauczyciel, działacz komunistyczny (zm. 1943)
- 26 września:
  - Achille Compagnoni, włoski alpinista, himalaista (zm. 2009)
  - Luigi Gui, włoski polityk (zm. 2010)
  - Jack LaLanne, amerykański kręgarz, pisarz, kulturysta, instruktor ćwiczeń i osobowość telewizyjna (zm. 2011)
  - Przemysław Zwoliński, polski językoznawca, wykładowca akademicki (zm. 1981)
- 27 września:
  - Edwin Cohen, amerykański prawnik, polityk (zm. 2006)
  - Boris Glinka, radziecki pułkownik pilot, as myśliwski (zm. 1967)
  - Zosima Paniew, radziecki polityk (zm. 1994)
  - Sadiq Rehimov, azerski polityk komunistyczny (zm. 1975)
  - Maurice Scarr, brytyjski lekkoatleta, sprinter (zm. 2005)
- 28 września:
  - Marian Fuks, polski historyk żydowskiego pochodzenia (zm. 2022)
  - Charles Pellat, algiersko-francuski naukowiec, historyk, tłumacz i badacz orientalistyki (zm. 1992)
- 29 września – Ludmiła Hausbrandt, polska botanik (zm. 1997)
- 30 września:
  - Irena Kaniewska, polska konstruktor szybowcowa, pilot (zm. 1963)
  - Franciszek Studnicki, polski prawnik (zm. 1994)
- 1 października:
  - Maciej Maciejewski, polski aktor (zm. 2018)
  - Liisa Salmi, fińska łyżwiarka szybka (zm. 2001)
  - Donald A. Wollheim, amerykański pisarz (zm. 1990)
- 2 października:
  - Jan Nowak-Jeziorański, polski polityk, politolog, działacz społeczny, dziennikarz, żołnierz AK, kurier i emisariusz KG AK i Rządu RP na uchodźstwie, dyrektor Radia Wolna Europa (zm. 2005)
  - Richard Schulze-Kossens, niemiecki działacz nazistowski, wojskowy (zm. 1988)
- 3 października:
  - Włodzimierz Berutowicz, polski prawnik, polityk, minister sprawiedliwości, pierwszy prezes Sądu Najwyższego (zm. 2004)
  - Severino Rigoni, włoski kolarz szosowy i torowy (zm. 1992)
- 4 października:
  - Stefania Adamaszkówna, polska uczestniczka podziemia antyhitlerowskiego (zm. 1943)
  - Mieczysław Bielański, polski lutnik (zm. 1983)
- 5 października:
  - Elfriede Kaun, niemiecka lekkoatletka, skoczkini wzwyż (zm. 2008)
  - Jack Medica, amerykański pływak (zm. 1985)
  - Anatolij Niefiodow, radziecki pułkownik pilot, as myśliwski (zm. 1973)
- 6 października:
  - Thor Heyerdahl, norweski badacz i podróżnik, na tratwie Kon-Tiki przepłynął Ocean Spokojny (zm. 2002)
  - Joan Littlewood, brytyjska reżyserka teatralna (zm. 2002)
- 7 października:
  - Jerzy Albrecht, polski ekonomista, polityk, prezydent Warszawy, wiceprzewodniczący Rady Państwa, minister finansów (zm. 1992)
  - Aleksandyr Cwetkow, bułgarski szachista (zm. 1990)
  - Josef František, czeski lotnik, as myśliwski (zm. 1940)
  - Mihailo Lalić, serbski pisarz (zm. 1992)
  - Marian Pilarski, polski harcmistrz, pedagog (zm. 1943)
- 8 października:
  - Tadeusz Burzyński, polski prezbiter, żołnierz AK, uczestnik powstania warszawskiego, męczennik (zm. 1944)
  - Harlan Hagen, amerykański polityk (zm. 1990)
  - Pavel Lovas, słowacki trener piłkarski (zm. 1975)
  - Rowland Wolfe, amerykański gimnastyk (zm. 2010)
- 9 października – Josef Hlinomaz, czeski aktor, malarz, ilustrator (zm. 1978)
- 10 października:
  - Mario Lanzi, włoski lekkoatleta, średniodystansowiec (zm. 1980)
  - Dmitrij Ławrinienko, radziecki czołgista (zm. 1941)
  - Agostino Straulino, włoski żeglarz sportowy (zm. 2004)
- 11 października:
  - Reuben Fine, amerykański arcymistrz szachowy (zm. 1993)
  - Krystyna Marek, polska profesor prawa międzynarodowego (zm. 1993)
  - Tore Rydman, szwedzki curler (zm. 2003)
- 13 października – Witold Domański, polski dziennikarz sportowy (zm. 2008)
- 14 października:
  - Raymond Davis, amerykański fizyk, laureat Nagrody Nobla (zm. 2006)
  - Stanisław Laskowski, polski prawnik, polityk (zm. 2009)
- 15 października – Evžen Rošický, czeski lekkoatleta, sprinter i średniodystansowiec, dziennikarz (zm. 1942)
- 16 października:
  - Charles Catterall, południowoafrykański bokser (zm. 1966)
  - Mircea David, rumuński piłkarz, bramkarz (zm. 1993)
  - Mordechaj-Chajjim Sztern, izraelski polityk (zm. 1975)
  - Mohammad Zaher Szah, król Afganistanu (zm. 2007)
- 17 października:
  - Irena Białkowska, polska lekkoatletka, biegaczka średniodystansowa, siatkarka (zm. 1987)
  - Jerry Siegel, amerykański rysownik komiksów (zm. 1996)
  - Hieronim Skurpski, polski malarz, rysownik (zm. 2006)
- 18 października – Ewald Dytko, polski piłkarz (zm. 1993)
- 19 października:
  - David Korner, rumuńsko-francuski trockista, związkowiec pochodzenia żydowskiego (zm. 1976)
  - Juanita Moore, amerykańska aktorka (zm. 2014)
- 20 października:
  - Pauli Janhonen, fiński strzelec sportowy (zm. 2007)
  - Mario Luzi, włoski poeta (zm. 2005)
- 21 października:
  - Martin Gardner, amerykański dziennikarz, popularyzator nauki (zm. 2010)
  - Kazimierz Świątek, polski duchowny katolicki, arcybiskup metropolita mińsko-mohylewski, kardynał (zm. 2011)
  - Ferdynand Zamojski, polski pisarz (zm. 1984)
- 23 października – Tadeusz Galiński, polski dziennikarz, polityk, minister kultury i sztuki (zm. 2013)
- 24 października:
  - Charles Anderson, amerykański jeździec sportowy (zm. 1993)
  - Gonzalo Burbon, infant hiszpański (zm. 1934)
  - František Čapek, czeski kajakarz (zm. 2008)
  - Karl Kotratschek, austriacki lekkoatleta, trójskoczek (zm. 1941)
  - Stefan Wolski, polski adwokat, prozaik, poeta (zm. 1992)
- 25 października – John Berryman, amerykański poeta (zm. 1972)
- 26 października:
  - Jackie Coogan, amerykański aktor (zm. 1984)
  - Claude Jeter, amerykański piosenkarz (zm. 2009)
  - Stefan Sándor, węgierski salezjanin, męczennik, błogosławiony katolicki (zm. 1953)
- 27 października:
  - Ahmet Kireççi, turecki zapaśnik (zm. 1979)
  - Jan Kott, polski krytyk i teoretyk teatru, poeta i tłumacz (zm. 2001)
  - Dylan Thomas, walijski poeta i pisarz (zm. 1953)
  - Yang Chengwu, chiński generał, polityk komunistyczny (zm. 2004)
- 28 października:
  - Giuseppe Beviacqua, włoski lekkoatleta, długodystansowiec (zm. 1999)
  - Dody Goodman, amerykańska aktorka (zm. 2008)
  - Metody (Menzak), rosyjski biskup prawosławny (zm. 1974)
  - Jonas Salk, amerykański lekarz, wirusolog, odkrywca szczepionki przeciwko polio (zm. 1995)
  - Richard Synge, angielski biochemik, laureat Nagrody Nobla (zm. 1994)
- 29 października – Maksym, bułgarski duchowny prawosławny, patriarcha Bułgarii (zm. 2012)
- 30 października:
  - Leabua Jonathan, lesotyjski polityk, premier Lesotho (zm. 1987)
  - Edmund Pacholski, polski dziennikarz sportowy (zm. 2004)
  - Anna Wing, brytyjska aktorka (zm. 2013)
- 31 października:
  - Johannes Hugenholtz, holenderski projektant torów wyścigowych i samochodów (zm. 1995)
  - Wincenty Kawalec, polski ekonomista, polityk, minister pracy, płacy i spraw socjalnych (zm. 1991)
- 1 listopada:
  - John Bush, brytyjski admirał (zm. 2013)
  - Aleksiej Niedogonow, rosyjski poeta (zm. 1948)
- 2 listopada:
  - Josef Valčik, czechosłowacki porucznik (zm. 1942)
  - Dale Wasserman, amerykański pisarz, scenarzysta filmowy (zm. 2008)
- 3 listopada:
  - Juliusz Bardach, polski prawnik, historyk prawa, wykładowca akademicki pochodzenia żydowskiego (zm. 2010)
  - Kurt Julius Goldstein, niemiecki dziennikarz pochodzenia żydowskiego (zm. 2007)
  - Gyula Trebitsch, węgierski producent filmowy (zm. 2005)
- 4 listopada:
  - Carlos Castillo Armas, gwatemalski polityk, prezydent Gwatemali (zm. 1957)
  - Aleksandr Szabalin, radziecki kontradmirał (zm. 1982)
- 5 listopada:
  - Herbert Czaja, niemiecki polityk chadecki, reprezentant „wypędzonych” (zm. 1997)
  - Karl-Erik Grahn, szwedzki piłkarz, trener (zm. 1963)
  - Emil Żychiewicz, polski żeglarz jachtowy (zm. 2002)
- 6 listopada – Jadwiga Głażewska, polska lekkoatletka, łyżwiarka szybka, piłkarka ręczna, koszykarka (zm. 1979)
- 7 listopada:
  - Gabino Arregui, argentyński piłkarz (zm. 1991)
  - R.A. Lafferty, amerykański pisarz science fiction (zm. 2002)
- 8 listopada:
  - George Dantzig, amerykański matematyk (zm. 2005)
  - Norman Lloyd, amerykański aktor, producent i reżyser (zm. 2021)
- 9 listopada:
  - Basil Davidson, brytyjski historyk, afrykanista (zm. 2010)
  - Hedy Lamarr, austriacko-amerykańska aktorka, hollywoodzka gwiazda filmowa i wynalazczyni (zm. 2000)
  - Cywia Lubetkin, żydowska działaczka podziemia w getcie warszawskim (zm. 1978)
  - Paweł Weżinow, bułgarski prozaik (zm. 1983)
- 10 listopada:
  - Edmund Conen, niemiecki piłkarz, trener (zm. 1990)
  - Albert Guinchard, szwajcarski piłkarz (zm. 1971)
  - Stanisław Potapczuk, polski urzędnik państwowy, podpułkownik (zm. 2004)
  - Julian Sztatler, polski piosenkarz i pianista, aktor (zm. 1964)
- 11 listopada:
  - Howard Fast, amerykański pisarz (zm. 2003)
  - Eugene Nida, amerykański lingwista i teoretyk przekładu biblijnego (zm. 2011)
- 12 listopada:
  - Sylvi Saimo, fińska kajakarka (zm. 2004)
  - Peter Whitehead, brytyjski kierowca wyścigowy (zm. 1958)
- 13 listopada:
  - Gieorgij Babakin, radziecki konstruktor techniki rakietowej i kosmicznej (zm. 1971)
  - Amelia Bence, argentyńska aktorka (zm. 2016)
  - William Gibson, amerykański pisarz (zm. 2008)
  - Alberto Lattuada, włoski reżyser filmowy (zm. 2005)
- 14 listopada:
  - Najif ibn Abd Allah, jordański książę (zm. 1983)
  - Gerazym (Cristea), rumuński biskup prawosławny (zm. 2014)
  - Edward Schillebeeckx, flamandzki dominikanin, teolog (zm. 2009)
  - Edmund Stuczyński, polski inżynier rolnik, polityk, poseł na Sejm PRL (zm. 1973)
- 15 listopada:
  - Giuseppe Caprio, włoski kardynał (zm. 2005)
  - Maria Dembowska, polska bibliotekarka, bibliografka (zm. 2008)
  - Alessandro Frigerio, szwajcarski piłkarz, trener pochodzenia kolumbijskiego (zm. 1979)
- 16 listopada – Edward Arnold Chapman, brytyjski przestępca, agent wywiadu (zm. 1997)
- 18 listopada – Mikołaj Kunicki, polski pułkownik, dowódca partyzancki (zm. 2001)
- 19 listopada – Włodzimierz Chojnacki, polski kapral pilot (zm. 2014)
- 20 listopada:
  - Anatol Gupieniec, polski historyk, historyk sztuki, muzealnik, numizmatyk (zm. 1985)
  - Kurt Lundqvist, szwedzki lekkoatleta, skoczek wzwyż (zm. 1976)
  - José Revueltas, meksykański prozaik, eseista, polityk (zm. 1976)
- 21 listopada:
  - Michael Grant, brytyjski filolog klasyczny, historyk (zm. 2004)
  - Henri Laborit(inne języki), francuski chirurg, neurobiolog (zm. 1995)
  - Antoni Mruk, polski duchowny katolicki (zm. 2009)
  - Antoni Olcha, polski prozaik, poeta, reportażysta (zm. 1978)
- 22 listopada:
  - Nikołaj Amielko, radziecki admirał, polityk (zm. 2007)
  - Mikołaj (Sajama), rosyjski biskup prawosławny pochodzenia japońskiego (zm. 2008)
  - Peter Townsend, brytyjski pilot wojskowy, as myśliwski, dworzanin królewski, pisarz (zm. 1995)
- 23 listopada:
  - Izrail Fisanowicz, radziecki oficer marynarki wojennej pochodzenia żydowskiego (zm. 1944)
  - Arnholdt Kongsgård, norweski skoczek narciarski (zm. 1991)
  - Mira Michałowska, polska pisarka, dziennikarka, satyryk i tłumaczka (zm. 2007)
  - Jerzy Staniszkis, polski architekt, rotmistrz (zm. 2009)
  - Wilson Tucker, amerykański pisarz fantasy i science fiction (zm. 2006)
  - Władysław Wandor, polski kolarz szosowy i torowy, trener (zm. 2005)
- 24 listopada – Agostino Casaroli, włoski kardynał, sekretarz stanu Stolicy Apostolskiej (zm. 1998)
- 25 listopada:
  - Joe DiMaggio, amerykański baseballista pochodzenia włoskiego (zm. 1999)
  - Iwan Palakou, radziecki polityk (zm. 2004)
- 27 listopada:
  - Dezső Frigyes, węgierski bokser (zm. 1984)
  - Andrzej Kowalczyk, polski kapral (zm. 1939)
- 30 listopada:
  - Charles Hawtrey, brytyjski aktor komediowy (zm. 1988)
  - Zygmunt Wolanin, polski major, uczestnik podziemia antykomunistycznego (zm. 1946)
- 1 grudnia – Stanisław Łapot, polski hutnik, polityk, poseł na Sejm PRL, wicepremier (zm. 1972)
- 2 grudnia:
  - Anna Chojnacka, polska fotografka (zm. 2007)
  - Bill Erwin, amerykański aktor (zm. 2010)
  - Adolph Green(inne języki), amerykański poeta, autor tekstów piosenek, aktor pochodzenia żydowskiego (zm. 2002)
  - Ehrenfried Patzel, czechosłowacki piłkarz, bramkarz pochodzenia niemieckiego (zm. 2004)
  - Ray Walston, amerykański aktor (zm. 2001)
- 3 grudnia – Kaisa Parviainen, fińska lekkoatletka, oszczepniczka (zm. 2002)
- 5 grudnia:
  - Lina Bo Bardi, włosko-brazylijska architekt (zm. 1992)
  - Stanisław Dygat, polski prozaik, dramaturg, felietonista, scenarzysta filmowy (zm. 1978)
  - Hans Hellmut Kirst, niemiecki pisarz (zm. 1989)
  - André-Armand Legrand, francuski pilot wojskowy, as myśliwski (zm. 2003)
- 6 grudnia:
  - Mamo Clark, amerykańska aktorka (zm. 1986)
  - Janina Stańkowska, polska architektka, malarka (zm. 2011)
  - Jerzy Wostal, polski piłkarz pochodzenia niemieckiego (zm. 1991)
- 7 grudnia – Einari Teräsvirta, fiński gimnastyk (zm. 1995)
- 8 grudnia:
  - Walerij Biechtieniew, rosyjski piłkarz, trener (zm. 1993)
  - Polina Nediałkowa, bułgarska działaczka komunistyczna, generał-major (zm. 2001)
  - Czesław Sipowicz, polski duchowny katolicki obrządku bizantyjsko-słowiańskiego, wizytator apostolski dla diaspory wiernych Białoruskiego Kościoła Greckokatolickiego, przełożony generalny zakonu marianów (zm. 1981)
- 9 grudnia:
  - Szemu’el Kac, izraelski dziennikarz, wydawca, polityk (zm. 2008)
  - Ferdynand Machay, polski duchowny katolicki, Sługa Boży (zm. 1940)
  - Jerzy Rossudowski, polski koszykarz (zm. 1944)
- 10 grudnia:
  - Reginald Delargey, nowozelandzki duchowny katolicki, arcybiskup metropolita Wellington, kardynał (zm. 1979)
  - Leon Guz, polski dziennikarz pochodzenia żydowskiego (zm. 2010)
  - Astrid Henning-Jensen, duńska reżyserka filmowa (zm. 2002)
  - Dorothy Lamour, amerykańska aktorka (zm. 1996)
- 11 grudnia – Ryszard Klachacz, polski funkcjonariusz policji (zm. 2011)
- 12 grudnia – Patrick O’Brian, brytyjski pisarz, tłumacz pochodzenia niemieckiego (zm. 2000)
- 13 grudnia:
  - Alan Bullock, brytyjski historyk (zm. 2004)
  - Larry Parks, amerykański aktor (zm. 1975)
  - Stefan Sumara, polski piłkarz (zm. 1951)
  - Karl Wazulek, austriacki łyżwiarz szybki (zm. 1958)
- 14 grudnia:
  - Karl Carstens, niemiecki polityk, prezydent Niemiec (zm. 1992)
  - Joe Colombo, amerykański gangster (zm. 1978)
  - Maria Rzepińska, polska historyk sztuki (zm. 1993)
  - Rosalyn Tureck, amerykańska pianistka, klawesynistka (zm. 2003)
- 15 grudnia:
  - Gheorghe Dumitrescu(inne języki), rumuński kompozytor (zm. 1996)
  - Arthur Troop, brytyjski funkcjonariusz policji (zm. 2000)
- 16 grudnia:
  - Władysław Miziołek, polski duchowny katolicki, biskup pomocniczy warszawski, ekumenista (zm. 2000)
  - Feliks Szreder, polski zakonnik, teolog, dogmatyk, biblista (zm. 1989)
- 17 grudnia:
  - Tadeusz Kożusznik, polski aktor (zm. 1988)
  - Alfréd Radok, czeski reżyser teatralny i filmowy (zm. 1976)
- 18 grudnia:
  - František Fadrhonc, czeski trener piłkarski (zm. 1981)
  - Tomasz Ligas, polski artysta ludowy (zm. 1988)
- 20 grudnia:
  - Harry F. Byrd Jr., amerykański polityk, senator ze stanu Wirginia (zm. 2013)
  - Irena Dołgow-Ciring, rosyjska skrzypaczka, kompozytorka, pedagog (zm. 1987)
- 21 grudnia:
  - Ivan Generalić, chorwacki malarz naiwny (zm. 1992)
  - Clare W. Graves, amerykański psycholog (zm. 1986)
  - Zygmunt Maciejewski, polski aktor, spiker i reżyser radiowy (zm. 1999)
  - Theodor Weissenberger, niemiecki pilot wojskowy, as myśliwski (zm. 1950)
- 22 grudnia:
  - Noël de Tissot, francuski dowódca wojskowy, kolaborant (zm. 1944)
  - Konstanty Rek, polski działacz komunistyczny, przewodniczący Prezydium MRN w Gdyni (zm. 1961)
- 23 grudnia:
  - Karol Golda, polski salezjanin, Sługa Boży (zm. 1942)
  - Fanny Gordon, polsko-rosyjska kompozytorka, tłumaczka, autorka tekstów pochodzenia żydowskiego (zm. 1991)
  - Jadwiga Kokoszko, polska działaczka konspiracyjna, żołnierz GL (zm. 1943)
  - Győző Mogyorossy, węgierski gimnastyk (zm. 1981)
  - Paweł Podejko, polski muzykolog, organista (zm. 1996)
- 24 grudnia:
  - Alfred Dompert, niemiecki lekkoatleta, długodystansowiec (zm. 1991)
  - Franco Lucchini, włoski pilot wojskowy, as myśliwski (zm. 1943)
  - Hans Rösch, niemiecki bobsleista (zm. ?)
- 25 grudnia – Oscar Lewis, amerykański antropolog (zm. 1970)
- 26 grudnia:
  - Józef Maria Corbín Ferrer, hiszpański działacz Akcji Katolickiej, męczennik, błogosławiony katolicki (zm. 1936)
  - Jan Edward Kucharski, polski pisarz (zm. 1979)
  - Annemarie Wendl, niemiecka aktorka (zm. 2006)
  - Richard Widmark, amerykański aktor filmowy (zm. 2008)
- 27 grudnia – Bolesław Kobrzyński, polski poeta (zm. 1986)
- 28 grudnia:
  - Dick Been, holenderski piłkarz (zm. 1978)
  - Josip Pavlišić, chorwacki duchowny katolicki, arcybiskup Rijeki-Senj (zm. 2005)
  - Jan Kanty Skrochowski, polski rotmistrz, cichociemny (zm. 1944)
- 29 grudnia – Billy Tipton(inne języki), amerykański muzyk jazzowy (zm. 1989)
- 30 grudnia:
  - Fred Germonprez, flamandzki pisarz, dziennikarz (zm. 2001)
  - Jo Van Fleet, amerykańska aktorka (zm. 1996)
- 31 grudnia – Yrjö Nikkanen, fiński lekkoatleta, oszczepnik (zm. 1985)

- data dzienna nieznana:
  - Charilaos Florakis, grecki działacz komunistyczny (zm. 2005)
  - Aleko Szengelia, gruziński poeta (zm. 1975)

## Zmarli
- 2 stycznia – Erwin Mięsowicz, polski lekarz (ur. 1875)
- 10 stycznia – Leonia Franciszka Aviat, francuska zakonnica, założycielka oblatek św. Franciszka Salezego, święta katolicka (ur. 1844)
- 18 stycznia – Fryderyk Sellin, łódzki cukiernik, kupiec, przedsiębiorca teatralny, „lodzermensz” (ur. 1831)
- 20 stycznia – Hermann Karl Rosenbusch, niemiecki petrograf, geolog (ur. 1836)
- 21 stycznia – Salvador Martínez Cubells, hiszpański malarz i konserwator sztuki (ur. 1845)
- 24 stycznia – David Gill, szkocki astronom (ur. 1843)
- 26 stycznia – Józef Gabriel Brochero, argentyński duchowny katolicki, święty (ur. 1840)
- 1 marca – Gilbert Elliot-Murray-Kynynmound (znany jako lord Melgund) – brytyjski wojskowy, polityk (ur. 1845)
- 7 marca – Christian David Ginsburg, brytyjski biblista pochodzenia żydowskiego, badacz tradycji masoreckiej (ur. 1831)
- 16 marca – Charles-Albert Gobat, szwajcarski prawnik i polityk, laureat Pokojowej Nagrody Nobla (ur. 1843)
- 23 marca – Rafka Chobok Ar-Rajes, libańska zakonnica, święta katolicka (ur. 1832)
- 25 marca – Frédéric Mistral, francuski poeta i leksykograf, laureat literackiej Nagrody Nobla (ur. 1830)
- 6 kwietnia – Józef Chełmoński, polski malarz realista (ur. 1849)
- 11 kwietnia – Helena Guerra, włoska zakonnica, błogosławiona katolicka (ur. 1835)
- 16 kwietnia – George William Hill, amerykański astronom, matematyk (ur. 1838)
- 24 kwietnia – Benedykt Menni, włoski bonifrater, święty katolicki (ur. 1841)
- 29 maja – Józef Gerard, misjonarz ze zgromadzenia oblatów Maryi Niepokalanej, błogosławiony katolicki (ur. 1831)
- 11 czerwca – Adolf Fryderyk V, książę Meklemburgii-Strelitz (ur. 1848)
- 21 czerwca – Bertha von Suttner, austriacka pacyfistka, laureatka Pokojowej Nagrody Nobla (ur. 1843)
- 24 lipca – Adolf Martens, niemiecki metalograf, pionier w badaniach metalograficznych stali (ur. 1850)
- 25 lipca – Jelizawieta Böhm, rosyjska malarka, projektantka kartek pocztowych (ur. 1843)
- 31 lipca – Jean Jaurès, francuski przywódca socjalistyczny (ur. 1859)
- 6 sierpnia:
  - Alfred Hegar, niemiecki lekarz, chirurg, ginekolog (ur. 1830)
  - Ellen Wilson, pierwsza żona prezydenta USA Woodrowa Wilsona (ur. 1860)
- 20 sierpnia – Pius X (właściwie Giuseppe Sarto), papież od 1903, święty (ur. 1835)
- 30 sierpnia – Aleksander Samsonow, generał rosyjski, dowódca wojskowy w czasie I wojny światowej (ur. 1859)
- 6 września – Maksym Gorlicki, święty męczennik prawosławny, rozstrzelany na dziedzińcu więzienia w Gorlicach (ur. 1886)
- 26 września:
  - Hermann Löns, niemiecki dziennikarz, pisarz i poeta (ur. 1866)
  - August Macke, niemiecki malarz (ur. 1887)
- 27 września lub 10 października – Karol I Hohenzollern-Sigmaringen, król Rumunii (ur. 1839)
- 3 listopada – Georg Trakl, austriacki poeta (ur. 1887)
- 14 listopada – Frederick Roberts, brytyjski wojskowy, marszałek polny (ur. 1832)
- 16 listopada – Modest Maryański, polski podróżnik, inżynier górnik, poszukiwacz metali szlachetnych, założyciel i właściciel kopalń w Ameryce i Australii (ur. 1854)
- 18 listopada – Karolina Kózka, polska męczennica, błogosławiona katolicka (ur. 1898)
- 1 grudnia – Erik Lindh, fiński żeglarz, medalista olimpijski (ur. 1865)
- 25 grudnia – Józef Lesiecki, polski taternik, narciarz wysokogórski, ratownik tatrzański, artysta rzeźbiarz (ur. 1886)
- 27 grudnia – Ottó Herman, węgierski ornitolog, entomolog i polityk (ur. 1835)
- Oszkár Jordán, węgierski taternik, alpinista, narciarz wysokogórski, prawnik (ur. 1887)

## Zdarzenia astronomiczne
- 21 sierpnia – całkowite zaćmienie Słońca

## Nagrody Nobla
- z fizyki – Max von Laue
- z chemii – Theodore Richards
- z medycyny – Robert Barany
- z literatury – nagrody nie przyznano
- nagroda pokojowa – nagrody nie przyznano

## Święta ruchome
- Tłusty czwartek: 19 lutego
- Ostatki: 24 lutego
- Popielec: 25 lutego
- Niedziela Palmowa: 5 kwietnia
- Wielki Czwartek: 9 kwietnia
- Pamiątka śmierci Jezusa Chrystusa: 10 kwietnia
- Wielki Piątek: 10 kwietnia
- Wielka Sobota: 11 kwietnia
- Wielkanoc: 12 kwietnia
- Poniedziałek Wielkanocny: 13 kwietnia
- Wniebowstąpienie Pańskie: 21 maja
- Zesłanie Ducha Świętego: 31 maja
- Boże Ciało: 11 czerwca